# Historia kultury w Bydgoszczy

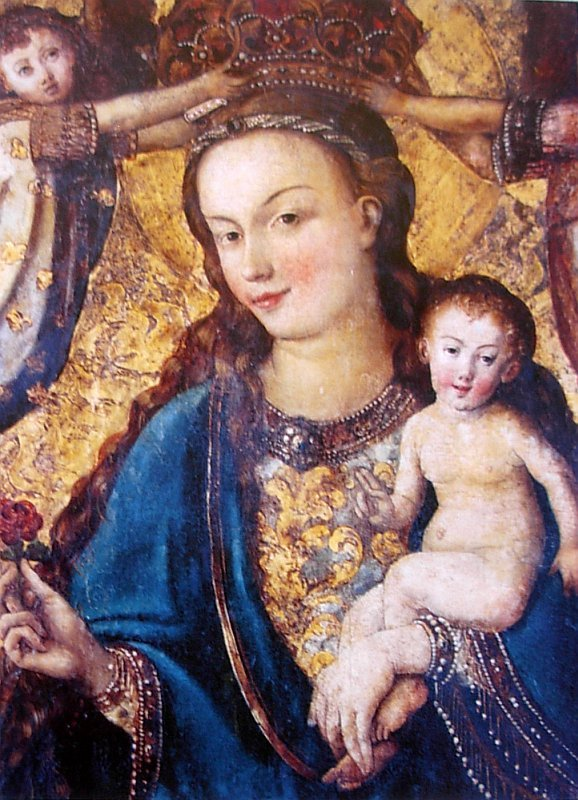
XV-wieczny obraz Madonny Bydgoskiej

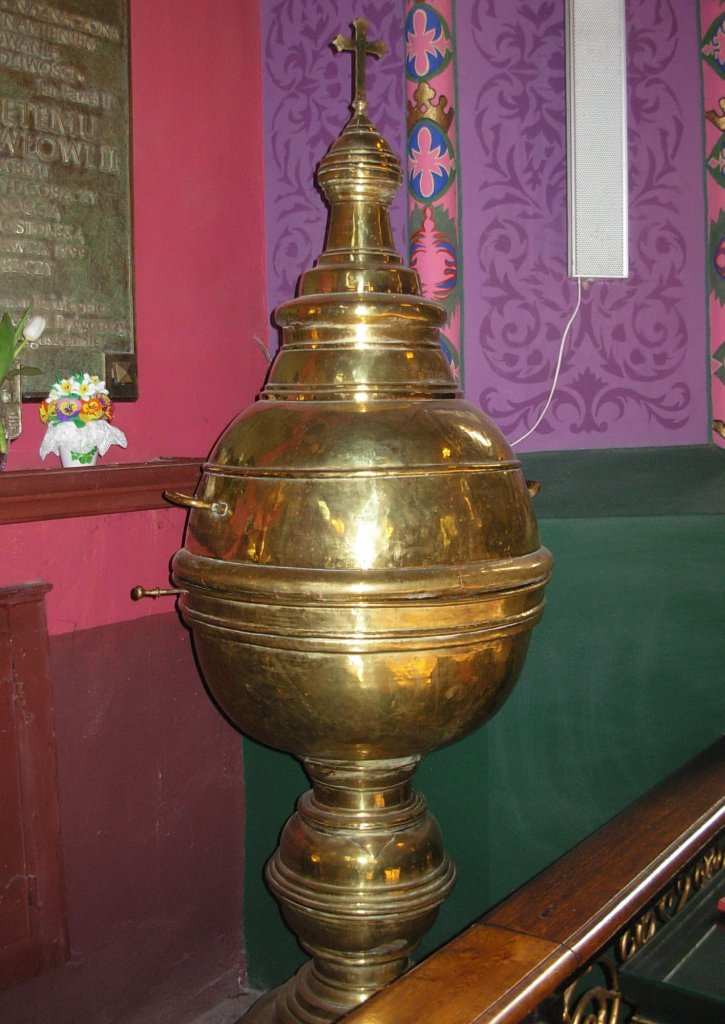
Chrzcielnica ufundowana w 1611 r. przez burmistrza Bydgoszczy Wojciecha Łochowskiego

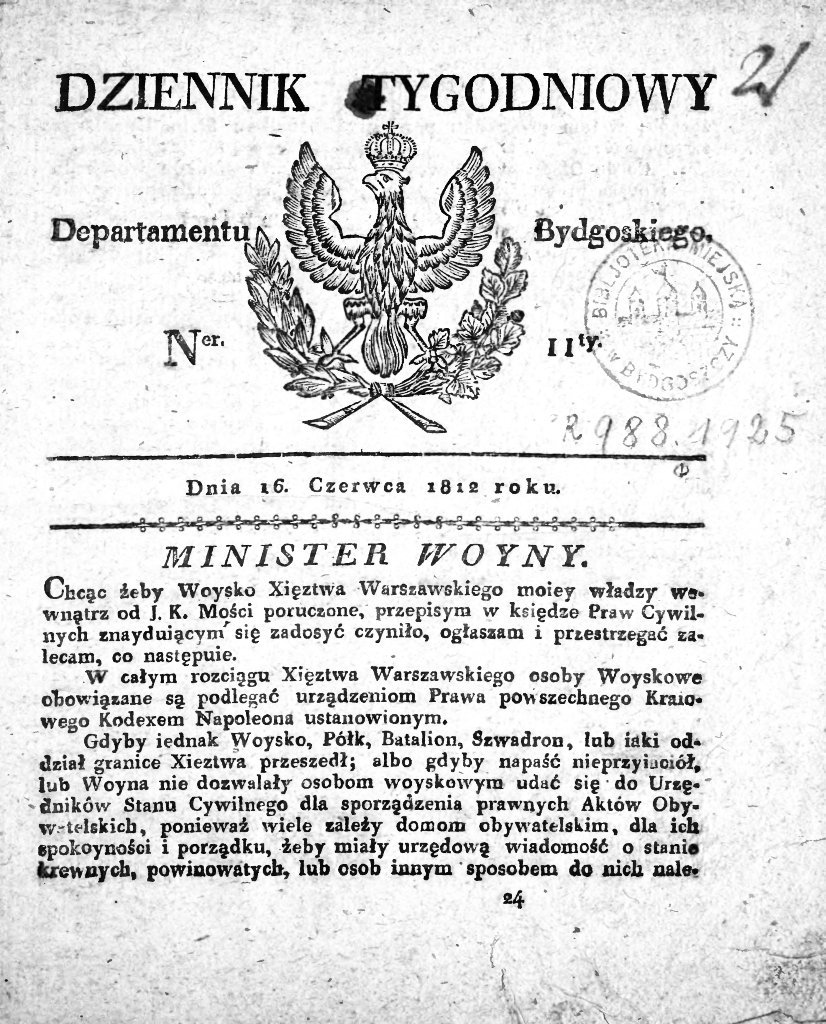
Dziennik Tygodniowy Departamentu Bydgoskiego – pierwsza gazeta codzienna wydawana w Bydgoszczy

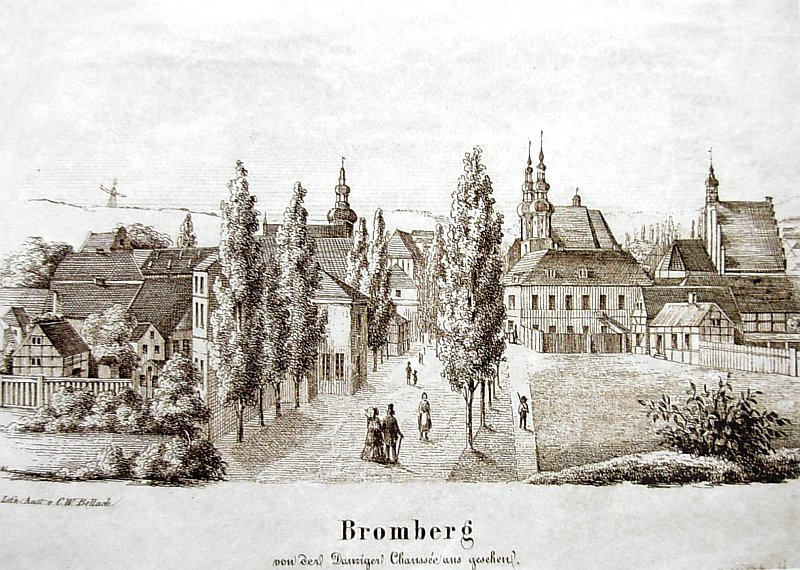
Ulica Gdańska w Bydgoszczy w latach 30. XIX w. – litografia Carla Wilhelma Bellacha

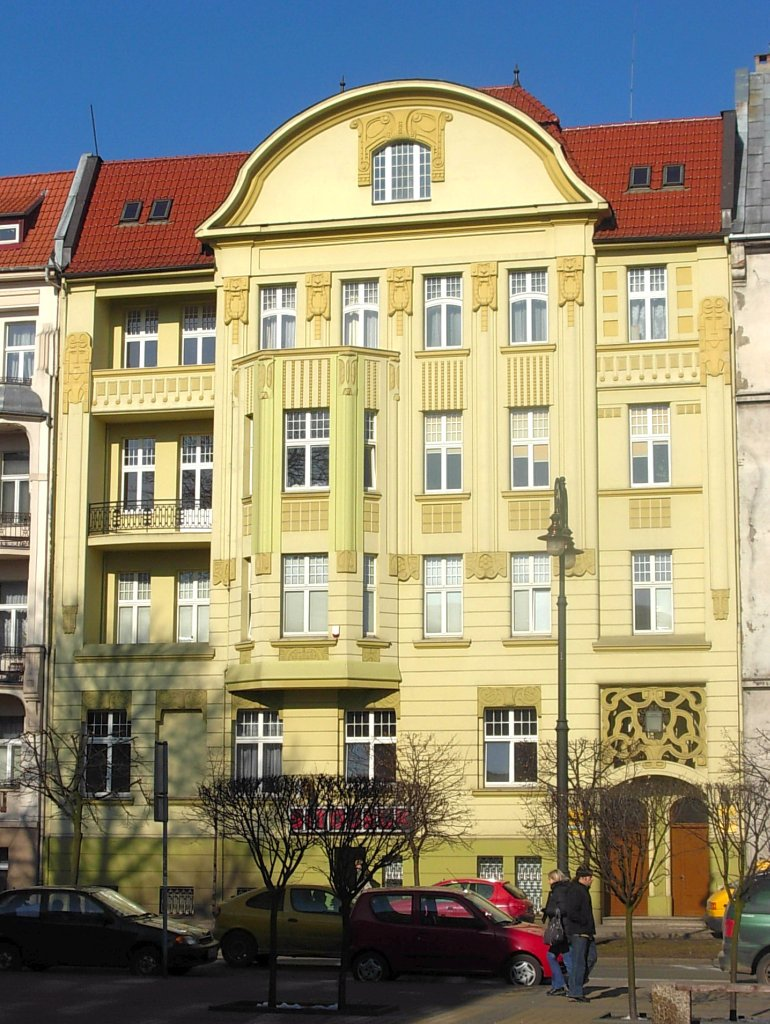
Bydgoskie Konserwatorium Muzyczne utworzone w 1904 r. w jednej z kamienic przy alei Mickiewicza

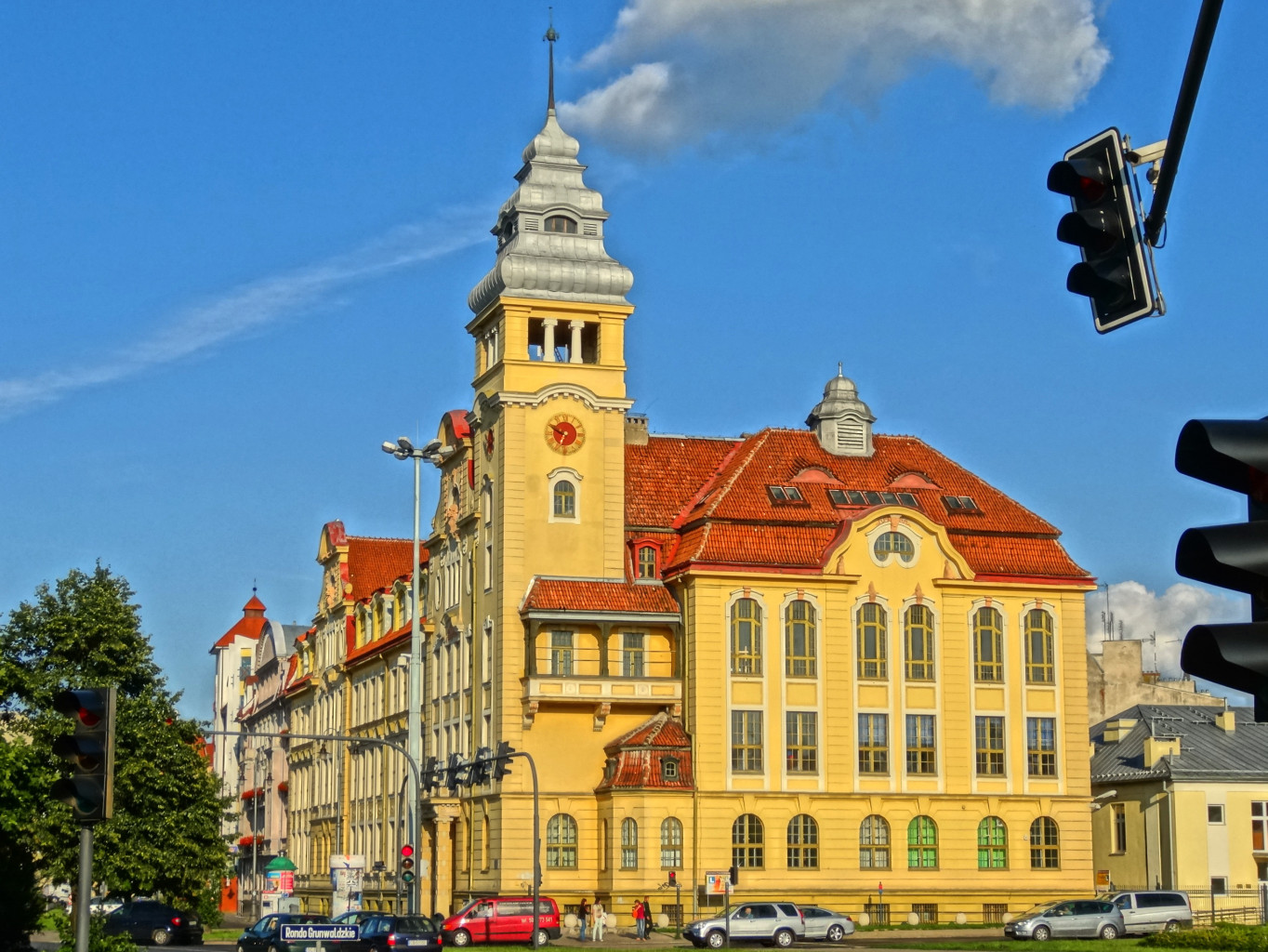
Królewsko-Pruska Szkoła Rzemiosł i Przemysłu Artystycznego – ośrodek kształcenia kadr artystycznych

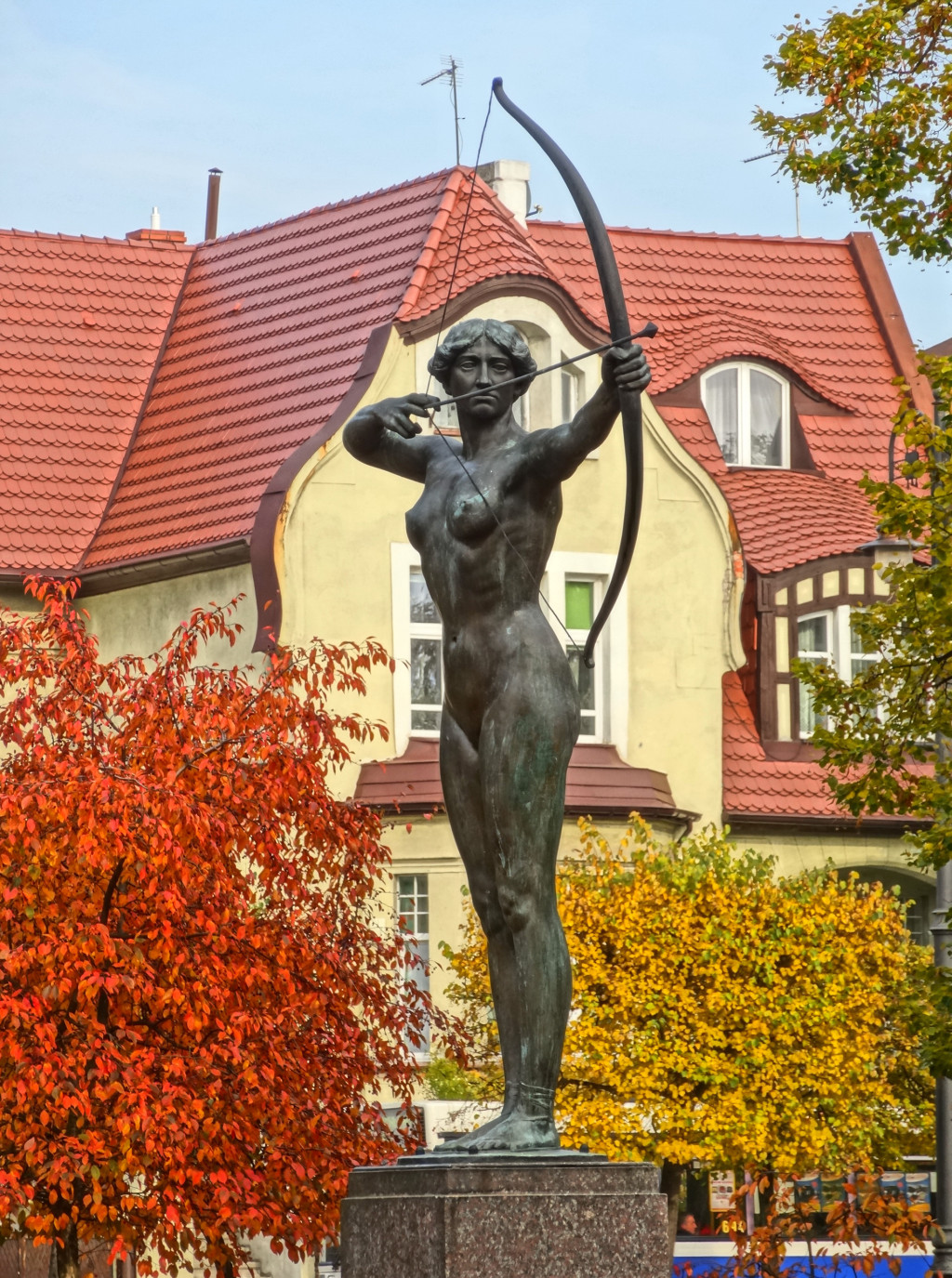
Posąg Łuczniczki – jedna z najbardziej udanych bydgoskich rzeźb z okresu pruskiego

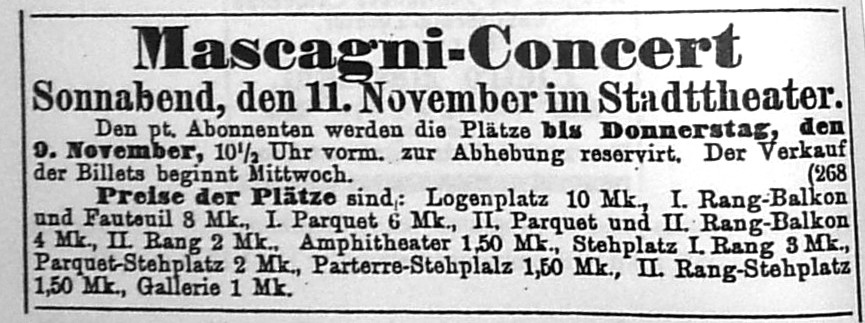
Anons koncertu orkiestry „La Scali” pod dyrekcją Pietro Mascagniego w Teatrze Miejskim – 5 listopada 1899 „Bromberger Zeitung”

Tradycje kultury bydgoskiej sięgają okresu średniowiecza-renesansu. Staropolska kultura Bydgoszczy – miasta od swego zarania leżącego w granicach Królestwa Polskiego, silnie spolonizowanego – z końcem XVIII wieku weszła w dziedzinę polityki germanizacyjnej. W II połowie XIX wieku rozwinęły się zawodowe instytucje kultury, rozwijane przez władze pruskie, którym przeciwstawiały się rosnące w siłę kulturalne przedsięwzięcia polskie. Po włączeniu Bydgoszczy w 1920 r. w granice odrodzonego państwa polskiego, rozpoczęto intensywną repolonizację miasta, która doprowadziła do wytworzenia w latach 30. XX w. nowej polskiej elity kulturalnej w Bydgoszczy. Po dramatycznym epizodzie II wojny światowej, trwał nadal proces rozwoju kulturalnego głównie pod względem instytucjonalnym. W latach 50. i 60. położono podwaliny pod ustalenie rangi Bydgoszczy jako uznanego ośrodka muzycznego, zaś po 1990 r. nastąpił rozwój prywatnych instytucji zajmujących się promocją oraz upowszechnianiem kultury.

## Okres staropolski
Pierwsze przejawy życia kulturalnego miały miejsce w Bydgoszczy w czasach I Rzeczypospolitej. Były to początkowo biblioteki klasztorne (karmelitów, bernardynów, klarysek, jezuitów), z których do dziś zachowała się tylko część biblioteki bernardynów – 1557 dzieł. Istniały także: biblioteka parafialna, biblioteka grodzka (na zamku) i ławnicza (w ratuszu) oraz biblioteki prywatne bogatych mieszczan. Konwent Bernardynów, założony w Bydgoszczy w 1480 r. był podstawą do stworzenia środowiska o większych ambicjach intelektualnych. Bernardyn Bartłomiej, urodzony w Bydgoszczy i całe życie z miastem związany opracował dwa słowniki, które stanowią wartościowe źródło historyczne do badań języka polskiego. Pierwsze dzieło to pionierski słownik łacińsko-polski ukończony w 1532 roku, liczący 4272 polskie wyrazy, a drugie – ponad 11 tys. polskich wyrazów, przełożonych w 1544 r. z łaciny na marginesach, powstałego w 1488 roku, słownika „Vocabularis breviloquus” autorstwa Jana Reuchlina. Rękopisy zwane sylwą, tworzył w XVI w. także inny bernardyn – Teofil z Bydgoszczy.
Wielu mieszczan oraz urzędników bydgoskich tworzyło własne dzieła pisarskie. Autorem panegiryków na cześć papieża oraz publicystyki z okresu rokoszu sandomierskiego był starosta bydgoski Maciej Smogulecki. Inny starosta – kanclerz wielki koronny Jerzy Ossoliński był autorem pamiętnika, zaliczanego do najwybitniejszych w XVII wieku. Wytworem bydgoskiej kultury mieszczańskiej była Kronika Bydgoszczy Wojciecha Łochowskiego, prezentująca dzieje miasta do 1637 r. Inny charakter miała Kronika Bernardynów Bydgoskich, którą pisało łącznie 83 zakonników w okresie 1604-1825 r.
Widowiska publiczne na rynku miejskim odbywały się od XVI w. za sprawą cechów rzemieślniczych. Sztuki teatralne wystawiali natomiast od 1623 r. uczniowie kolegium jezuickiego. W tymże roku uświetniono widowiskiem publicznym pobyt króla Zygmunta III Wazy w Bydgoszczy, a w latach późniejszych z okazji przejazdu królów, biskupów i fundatorów odbywały się przedstawienia teatralne, śpiewanie hymnów pochwalnych i wygłaszanie panegiryków. Największe natężenie działalności scenicznej miało miejsce w II połowie XVII w. Teatr jezuicki nie zaprzestał działalności także podczas wojny północnej (1700-1721). Inscenizowano powitania dostojników państwowych i kościelnych, prezentowano widowiska związane z kalendarzem liturgicznym, wygłaszano laudacje ku czci dobroczyńców kolegium. Specjalną oprawę uzyskała wizyta w Bydgoszczy we wrześniu 1734 r. króla Stanisława Leszczyńskiego. Trzeba jednak przyjąć, że teatr jezuicki nie mógł reprezentować zbyt wysokiego poziomu.
W budynku kolegium istniała sala teatralna, która służyła jeszcze w dwudziestoleciu międzywojennym na zebrania rady miejskiej. Było to okazałe pomieszczenie zdolne zmieścić ok. 300 osób, posiadające scenę sukcesywną, która nie wymagała każdorazowego opuszczania kurtyny. Przedstawienia dla większej liczby widzów organizowano na podwórzu między kolegium a kościołem jezuickim.
Ważną dziedziną życia kulturalnego była muzyka. Śpiew i gra na instrumentach stanowiła poważną dziedzinę działalności obecnych w mieście bractw kościelnych i cechów rzemieślniczych. Ośrodkami kultury muzycznej był kościół farny wraz ze szkołą parafialną oraz klasztory, zwłaszcza karmelitów i bernardynów. Przy klasztorze Karmelitów istniała bursa muzyczna, gdzie nauka trwała 7 lat, zaś przy kolegium jezuickim – bursa muzyczna i kapela. Kilku muzyków z Bydgoszczy rozwinęło swe kariery m.in. na dworze królewskim (Bartłomiej Wardeński – lutnista w kapeli Władysława IV) i w Krakowie (trębacz Melchior).
Oprócz działalności teatralnej i muzycznej, w Bydgoszczy od XVI w. rozwijała się sztuka malarska i rzeźbiarska. Kościół bernardynów bydgoskich ozdabiał malowidłami znany malarz tego zakonu Franciszek z Sieradza (zm. 1516), a brat Sylwester wykonał stalle w kościołach bernardyńskich w Bydgoszczy, Lwowie, Łowiczu i Wilnie. W Bydgoszczą związany był m.in. malarz Stefan Dunajewski (zm. 1615) oraz Łukasz Porębski (zm. 1637) i Jan Pipan tworzący dzieła w Krakowie. Reliktami sztuki rzeźbiarskiej z okresu staropolskiego są tablice nagrobne i fundacyjne. Najstarsze zachowane do dziś to tablica nagrobna Stanisława Grzymały (1593) w kościele farnym, tablica z domu przy ul. Farnej 6, płaskorzeźba fundacyjna Stanisława Małżewskiego przedstawiająca Ukrzyżowanie z 1595 r. Sporo tablic zachowało się z XVII wieku, m.in. tablice nagrobne burmistrzów bydgoskich: Wojciecha Łochowskiego i Marcina Orłowity oraz Zofii Rozdrażewskiej. Miejscami, gdzie zachowało się najwięcej przedmiotów dawnego rzemiosła artystycznego są kościoły: farny i klarysek. W farze znajduje się najcenniejsze dzieło malarstwa w Bydgoszczy – XV-wieczny wizerunek Madonny Bydgoskiej, zaliczany do najpiękniejszych wizerunków maryjnych na ziemiach polskich, a także m.in. krucyfiks z początku XVI w., XVII-wieczna figura św. Jana Ewangelisty, wizerunki: Matki Bożej Szkaplerznej, św. Barbary, św. Antoniego, św. Józefa, chrzcielnica ufundowana przez Wojciecha Łochowskiego, kute kraty, XVIII-wieczne stalle, konfesjonały i ambona. W kościele klarysek na uwagę zasługują m.in. XVII-wieczne wytwory kowalstwa artystycznego.

## Okres pruski 1772-1806
W wyniku I rozbioru Polski w 1772 r. Bydgoszcz została wcielona do Królestwa Prus oraz ustanowiona siedzibą władz Obwodu Nadnoteckiego, obejmującego zajęte tereny Wielkopolski i Kujaw. W życiu kulturalnym tego okresu najważniejsze znaczenie miało księgarstwo i teatr. Funkcjonowało nadal Bractwo Kurkowe oraz niektóre bractwa kościelne. W 1806 r. Jan Adam Kimmel założył pierwszą drukarnię w Bydgoszczy, którą faktycznie prowadził jednak Andreas Friedrich Gruenauer – późniejszy II burmistrz Bydgoszczy (1815-1829). Na przełomie XVIII/XIX wieku Bydgoszcz odwiedzały wędrowne grupy teatralne. Brak dokładniejszych informacji na temat życia muzycznego w tym okresie. 9 sierpnia 1795 r. odbył się po raz pierwszy w Bydgoszczy pokaz lotu balonu. Powstanie nowych instytucji administracyjnych oraz kolonizacja niemiecka sprzyjały rozwojowi budownictwa, czego wyrazem było kilka okazałych budowli, z gmachem Deputacji Kameralnej (1778) i farą ewangelicką (1787) na czele, wzniesione w obowiązującym wtedy stylu późnobarokowo-klasycystycznym.

## Okres Księstwa Warszawskiego 1806-1815
W czasach Księstwa Warszawskiego w Bydgoszczy awansowanej do ośrodka polityczno-administracyjnego (stolica departamentu), nastąpił rozwój polskiego piśmiennictwa, przede wszystkim czasopism. Inicjatorem powołania pierwszej w Bydgoszczy polskiej gazety był prefekt Antoni Gliszczyński. W 1808 r. rozpoczęto redagowanie i drukowanie Dziennika Doniesień Rządowych i Prywatnych Departamentu Bydgoskiego. Należał on do najdłużej wydawanych polskich czasopism rządowych doby Księstwa Warszawskiego (do 1815 r.) Wydawano też druki polskie oraz publicystykę dotyczącą stosunków politycznych i społeczno-gospodarczych (Antoni Gliszczyński, Jan Ignacy Bocheński, Franciszek Skórzewski). Ożywiło się polskie życie teatralne. W mieście istniały trzy stałe zawodowe grupy teatralne (Kamińskiego, Vogla i Seibta) oraz teatr amatorski wystawiający utwory okolicznościowe na scenie dawnego kolegium jezuickiego.

## Okres pruski 1815-1850
Po ponownym wcieleniu Bydgoszczy do Królestwa Prus w wyniku kongresu wiedeńskiego, życie kulturalne miasta weszło w dziedzinę polityki germanizacyjnej, choć prowadzonej jeszcze w dość łagodnej formie. Oddziaływanie niemieckiej kultury miało uatrakcyjnić życie napływającym z głębi Niemiec osadnikom oraz być orężem w dziele wynaradawiania ludności polskiej.
Bydgoskie życie kulturalne I połowy XIX wieku opierało się niemal wyłącznie na ruchu amatorskim. Jego społeczne podstawy tworzyła głównie inteligencja niemiecka: urzędnicza, bogate kupiectwo i rzemieślnicy. Rozwijały się zwłaszcza dziedziny będące domeną środowiska urzędników: teatr i muzyka, a w mniejszym stopniu literatura i sztuki plastyczne. Życie towarzyskie skupiało się w elitarnych stowarzyszeniach: Towarzystwie Wypoczynkowym (niem. Erholungs-Verein), loży masońskiej Janus na Wschodzie (powstałej w 1784 r.), Bractwie Strzeleckim. Pionierski i bardziej masowy charakter miało założone w 1832 r. Towarzystwo Upiększania Miasta forsujące zadrzewianie, brukowanie ulic i urządzanie parków i promenad. Jego działalność prowadzona przez cały XIX wiek przyniosła powstanie wielu parków i upiększenie przestrzeni miejskiej, wskutek czego zaczęto nazywać Bydgoszcz „zielonym miastem”. Bydgoska elita inteligencka spotykała się w salonie rodziny Roquettów w celu wspólnych dyskusji, muzykowania i odbywania wieczorów autorskich. Do wybitniejszych przedstawicieli życia kulturalnego należał m.in. Theodor Gottlieb Hippel (wydawca odezwy „An Mein Volk”), Gustav Graben-Hoffmann (śpiewak operowy, kompozytor), Bogumil Goltz (filozof, pisarz), Albert Schulz (historyk literatury), Heinrich Theodor Röttscher (dramaturg).
Podstawową rozrywką bydgoszczan był teatr. Przedstawienia odbywały się początkowo w dawnym kolegium jezuickim, a od 3 sierpnia 1824 r. w nowym gmachu teatralnym, zbudowanym na fundamentach rozebranego kościoła mariackiego Karmelitów. Widownia teatru składała się z parteru, balkonów i lóż. Po pożarze budynku w 1835 r. odbudowano go w bardziej funkcjonalnym kształcie, uwzględniając ogrzewanie wnętrza. Repertuar teatru uzależniony był od zespołów teatralnych i operowych z Gdańska, Poznania i Królewca, zjeżdżających do Bydgoszczy na gościnne występy. Istniał również miejscowy urzędniczy zespół amatorski, wystawiający sztuki dramatyczne i operowe oraz teatr prywatny Towarzystwa Wypoczynkowego.
Życie muzyczne w Bydgoszczy opierało się na zespołach Towarzystwa Śpiewaczego (niem. Gesangverein) i Towarzystwa Operowego (niem. Opernverein), które wspólnie z chórem męskim „Liedertafel” wystawiało własnymi siłami sztuki operowe. 100-osobowy bydgoski chór mieszany wykonywał w 1823 r. wielkie oratorium Josepha Haydna „Stworzenie świata”. Gościnnie koncertowali w Bydgoszczy także wybitni muzycy niemieccy.
Bydgoszcz będąca ośrodkiem administracyjnym (stolica rejencji), wyróżniała się spośród innych miast Wielkiego Księstwa Poznańskiego jako ośrodek czytelnictwa i drukarstwa. Już w latach 20. XIX w. w mieście znajdowała się wypożyczalnia książek, istniały trzy drukarnie, z drukarnią Grunauera na czele oraz zakład litograficzny Carla Wilhelma Bellacha. W mieście wydawano (do 1848 r. dwujęzyczną, potem tylko w języku niemieckim) gazetę rządową, a od lat 30. XIX w. także niemieckie gazety prywatne: „Bromberger Wochenblatt”, „Bromberger Deutsche Zeitung”, „Bromberger Volksblatt” i inne.
Obok oficjalnego życia niemieckiego, w Bydgoszczy istniała również polska działalność kulturalna, prężna zwłaszcza w początkowym okresie, kiedy antypolska polityka rządu nie przybrała zbyt wielkich rozmiarów. Polacy brali udział w poczynaniach kulturalnych, również w tych, które były inspirowane przez Niemców. W mieście przebywały polskie zespoły teatralne, koncertowali polscy muzycy, a towarzystwa śpiewacze miały w swych szeregach również Polaków. Dopiero nasilenie germanizacji po Wiośnie Ludów w 1848 r. sprawiło, że Polacy zaczęli tworzyć odrębny nurt działalności kulturalnej. Przez krótki okres ośrodkiem kultury polskiej w mieście było Kasyno Polskie, wspierane finansowo przez okoliczne ziemiaństwo. W 1845 r. założono Czytelnię Katolicką i Czytelnię dla Dzieci oraz Bractwo Trzeźwości i Wstrzemięźliwości (do 1846 r.) W 1840 r. podjęto też próbę wydawania polskiej Gazety Bydgoskiej.
Z polską kulturą tego okresu związane jest nazwisko artysty malarza, twórcy wielu obrazów o tematyce patriotycznej – Maksymiliana Antoniego Piotrowskiego. Syn piekarza bydgoskiego, spędził w Bydgoszczy lata młodości (1813-1833), a po studiach w Berlinie, jako profesor Akademii Sztuk Pięknych w Królewcu nadal kultywował polskość i związki z Bydgoszczą (m.in. nie pozwolił na zniemczenie swego nazwiska). Jednym z najwcześniejszych jego dzieł był namalowany w 1836 r. obraz „Chłopcy przy zabawie pod murami zamku bydgoskiego”. Jego grób znajduje się na cmentarzu Starofarnym w Bydgoszczy.

## Okres niemiecki 1850-1920
W II połowie XIX w. Bydgoszcz stała się dużym miastem i ważnym ośrodkiem gospodarczym. Stworzyło to potrzebę rozwoju zawodowych instytucji kultury, gdyż nie wystarczała już działalność amatorska. Tymczasem polskie poczynania kulturalne spotykały się z szykanami ze strony administracji pruskiej, która sama nie czyniła zbyt wiele nawet dla rozwoju niemieckiego życia kulturalnego. Dopiero w końcu XIX wieku w obliczu zjawiska odpływu inteligencji niemieckiej do zachodnich ośrodków Niemiec, władze przystąpiły do rozbudowywania placówek kulturalnych i finansowania ich działalności (niem. Hebungspolitik). Akcja ta miała na celu podniesienie kultury w miastach zaboru pruskiego poprzez popieranie kultury niemieckiej i stanowiła instrument polityki germanizacyjnej.
Najważniejszą placówką kulturalną w mieście był Teatr Miejski, goszczący zespoły przyjezdne. Sprawy personalne zespołu aktorskiego podlegały dyrekcji teatru poznańskiego lub gdańskiego. Dopiero za sprawą pożaru teatru w 1895 r. oraz odbudowy gmachu w 1896 r. w monumentalnej formie, wzrosła ranga teatru bydgoskiego. Nowy budynek teatru postawiony na Placu Teatralnym według projektu arch. Heinricha Seelinga z Berlina posiadał widownię z lożami na 800 miejsc i wyróżniał się klasą i wielkością spośród podobnych budynków w innych miastach Niemiec. Pierwsze przedstawienie 3 października 1896 r. obejrzał cesarz Niemiec Wilhelm II Hohenzollern. Kilka lat później dokładną replikę teatru bydgoskiego wystawiono w Berlinie jako Theater der Westens. Budynek stworzył nowe perspektywy i oprawę dla wystawiania sztuk; odtąd przyjeżdżały do Bydgoszczy niejednokrotnie sławy kulturalnej Europy. Polityka podnoszenia kulturalnego niemieckich ziem wschodnich znalazła wyraz w stałym subwencjonowaniu teatru bydgoskiego. Personel teatru w 1898 r. liczył 46 aktorów, 31 osób obsługi oraz orkiestrę. Repertuar teatru był dość urozmaicony. Składały się nań przedstawienia operowe (m.in. cały cykl Wagnera), operetki, tragedie, komedie i farsy. Scena ta była dostępna wyłącznie dla zespołów niemieckich.
W mieście działały także letnie sceny sezonowe: na Szreterach (1859), w ogrodzie Patzera (1860), Strzelnicy (1876), „Elysium” (1882), „Concordia” (1891). Na ich repertuar składały się na ogół operetki, komedie i farsy. W latach 1871–1902 na scenach teatrów letnich wystawiano wiele polskich przedstawień, prezentowanych przez aktorów poznańskich. Do repertuaru tych zespołów wchodziły najczęściej polskie sztuki patriotyczne, krzepiące uczucia narodowe Polaków. Zespołom polskim zakazano występów dopiero w okresie zaostrzenia się walki narodowościowej na początku XX w. W tej sytuacji ludność polska w mieście korzystała z przedstawień teatralnych organizowanych przez miejscowe stowarzyszenia kulturalno-oświatowe.
Bujnie rozwijającą się dziedziną życia kulturalnego w Bydgoszczy był amatorski ruch śpiewaczy. Brało w nim udział zarówno społeczeństwo polskie, jak i niemieckie. W latach poprzedzających pierwszą wojnę światową istniały w mieście trzy duże chóry polskie: męski „Halka” i mieszane „Święty Wojciech” i „Moniuszko” oraz kilka sekcji śpiewaczych przy stowarzyszeniach polskich. W 1885 r. odbył się w Bydgoszczy pierwszy zjazd chórów polskich, na którym padła myśl utworzenia Związku Kół Śpiewaczych, zrealizowana w 1892 r. Powołany w ramach związku Bydgoski Okręg Śpiewaczy należał do najlepiej pracujących okręgów w Rzeszy Niemieckiej.
Niemiecki ruch śpiewaczy był reprezentowany w 1904 r. przez 10 chórów, z których najwyższy poziom osiągnęły: „Liederlafel”, „Eintracht”, „Gutenberg” i Towarzystwo Śpiewu „Sine cura”. Bydgoskie chóry niemieckie tworzyły okręg w ramach Poznańskiego Prowincjonalnego Związku Śpiewaczego (niem. Posener Provinzial-Sangerbund). Począwszy od 1855 r. w Bydgoszczy odbywały się kilkakrotnie niemieckie prowincjonalne zjazdy śpiewacze.
Działalność koncertową prowadziły głównie bydgoskie orkiestry wojskowe, a także organizowano występy gościnne artystów muzyków. Muzyczne wyrobienie publiczności bydgoskiej wzrastało stopniowo, aż do końca XIX wieku. Na początku XX wieku istniały w Bydgoszczy dwie średnie szkoły muzyczne: Bydgoska Wyższa Szkoła Muzyczna i Operowa oraz Bydgoskie Konserwatorium Muzyczne (1904 r.), trzy fabryki instrumentów, w tym najbardziej znana w Europie i na świecie Fabryka Pianin i Fortepianów Brunona Sommerfelda oraz liczne zespoły i orkiestry. W 1880 r. w Bydgoszczy mieszkał i pracował jeden z najwybitniejszych muzykologów niemieckich – Hugo Riemann.
W II połowie XIX w. w mieście istniało ok. 40 miejsc, w których odbywały się muzyczne spotkania i koncerty. Wiele sal adaptowano dla wystawiania sztuk operowych, wodewili i operetek najbardziej oczekiwanych przez publiczność. Po 1896 r. rolę głównej miejskiej sali koncertowej przejęła scena Teatru Miejskiego. W tym okresie Bydgoszcz gościła niejednokrotnie sławy muzyczne ówczesnej Europy, m.in. dwukrotnie kompozytora Hansa von Bülowa (1880, 1885), Richarda Straussa (1899), orkiestrę z mediolańskiej „La Scali” (1899), Eduarda Straussa (syna Johanna) z orkiestrą (1899, 1900) i wiele innych.
Pierwsza książnica publiczna w Bydgoszczy powstała w 1884 r. Była to Biblioteka Ludowa założona przez burmistrza Hugo Braesicke. W 1903 r. utworzono Bibliotekę Miejską, subwencjonowaną przez władze państwowe. Początkowy jej księgozbiór, złożony z 13,5 tys. tomów, zwiększył się w 1911 r. do 54 tys. Po kilku latach jednostkę tę ulokowano w gmachu byłej Deputacji Kameralnej przy Starym Rynku. Obok niej znajdowała się starsza Biblioteka Ludowa (22 tys. tomów w 1911 r.) włączona organizacyjnie w skład Biblioteki Miejskiej. Obydwie placówki miały wyraźnie sformułowane zadania germanizatorskie. Mniejszymi bibliotekami dysponowały różnorodne instytucje, stowarzyszenia, szkoły i jednostki wojskowe. W 1906 r. otwarto również pierwszą placówkę naukowo-badawczą w Bydgoszczy – Królewski Instytut Rolniczy im. Cesarza Wilhelma, którego zadaniem było rozwinięcie kultury rolnej w Poznańskiem i w sąsiednich prowincjach.
W mieście organizowano również wystawy sztuk plastycznych, z których największym powodzeniem cieszyła się w 1913 r. wystawa malarstwa holenderskiego. Ośrodkiem kształcenia kadr artystycznych była otwarta w 1913 r. Królewsko-Pruska Szkoła Rzemiosł i Przemysłu Artystycznego, w zamyśle zalążek przyszłego uniwersyteckiego wydziału sztuk pięknych.
Rozwój demograficzny i gospodarczy Bydgoszczy wraz z rozszerzeniem bazy szkolnictwa pociągnął za sobą napływ inteligencji niemieckiej różnych specjalności, która rozwijała swe pasje naukowo-kulturalne w stowarzyszeniach. W 1857 r. założono Towarzystwo Techniczne (niem. Technischer Verein), skupiające inżynierów, urzędników, przemysłowców i rzemieślników, a w 1865 r. Towarzystwo Przyrodnicze (niem. Naturwissenschaftlicher Verein), którego zbiory stały się podstawą bydgoskiego Muzeum Etnograficzne-Przyrodniczego. Artyści zawodowi i amatorzy oraz miłośnicy sztuk pięknych założyli w 1878 r. Towarzystwo Sztuki (niem. Kunst-Verein), zaś historycy i regionaliści w 1880 r. – Towarzystwo Historyczne Obwodu Nadnoteckiego (niem. Historischer Verein für den Netzedistrikt). Towarzystwo to skupiające w 1902 r. 292 osoby, prowadziło samodzielne badania naukowe, poświęcone głównie przedrozbiorowej historii miasta. Duże zasługi dla rozwoju regionalnej historiografii bydgoskiej położył zwłaszcza profesor gimnazjalny dr Erich Schmidt. Zbiory archeologiczne i pamiątki miejskie zebrane przez członków towarzystwa były zaczątkiem Muzeum Miejskiego, utworzonego początkowo na chórze kościoła Klarysek. Staraniem historyków zorganizowano także w 1909 r. w pomieszczeniach piwnicznych magistratu Archiwum Miejskie, gromadzące akta z czasów staropolskich oraz różnego rodzaju pamiątki miejskie.
23 czerwca 1902 r. utworzono w Bydgoszczy Niemieckie Towarzystwo Sztuki i Nauki (niem. Deutsche Gesellschaft für Kunst und Wissenschaft), w skład którego weszły wszystkie bydgoskie towarzystwa naukowe i niektóre stowarzyszenia artystyczne.
Rozbudowa miasta, podjęta na szeroką skalę w drugiej połowie XIX i na początku XX w., spowodowała także ożywienie w środowisku architektów. Wyposażono wówczas Bydgoszcz w wiele okazałych gmachów municypalnych, oświatowych i sakralnych oraz nowe dzielnice mieszkaniowe, w części wykonane w koncepcji urbanistycznej miasta-ogrodu (wschodnia część Śródmieścia). Bydgoszcz stała się nowoczesnym miastem europejskim, porównywanym do Berlina („kleine Berlin”), wyposażonym w nowe udogodnienia techniczne: wodociągi, kanalizację, energię elektryczną, telefon, tramwaj. Większość nowych gmachów publicznych wykonano w obowiązującym wtedy pruskim stylu narodowym, za sprawą architektów berlińskich. Do rodzimych architektów, którzy pozostawili najbogatszą spuściznę należeli m.in. Józef Święcicki, Fritz Weidner, Rudolf Kern, Karl Bergner, Erich Lindenburger, Carl Meyer, Alfred Schleusener i inni. Budynki wznoszono w różnych stylach architektonicznych obecnych w Niemczech II połowy XIX i początku XX w.: neoklasycznym (1830-1875), neorenesansu (1875-1890), neogotyku, neobaroku (lata 90. XIX w.), historyzm malowniczego (1895-1905), secesji (1900-1910), Landhaus (1905-1915), modernizmu (1910-1915).
Wyrazem smaku kulturalno-estetycznego ówczesnych elit były wystawione w tym okresie pomniki i rzeźby publiczne, niektóre o dużej wartości artystycznej. Do czasów obecnych przetrwał posąg Łuczniczki (1910), uznawany za jeden z symboli miasta – dzieło Ferdinanda Lepcke z Berlina. Natomiast Fontanna Potop (1904) zaliczająca się do obiektów monumentalnych, stanowiła atrakcję turystyczną i od 2008 r. jest rekonstruowana.
Na początek XX wieku (1902) przypada początek kinematografii w Bydgoszczy. Pierwsze kino z prawdziwego zdarzenia urządził w 1909 r. przy ul. Gdańskiej 34 przedsiębiorca Wacław Szkaradkiewicz. Następne lata przyniosły prawdziwy „boom kinowy”. Największe w Bydgoszczy kino otwarto w 1914 r. Było to „Kristall Palast” z 764 miejsc (późniejsze kino „Pomorzanin”).
Przez cały okres panowania pruskiego w Bydgoszczy występowały antagonizmy polsko-niemieckie, lecz dopiero po Wiośnie Ludów (1848) przyjęły one nasiloną formę. Spośród zabiegów organizowanych przez Polaków, przeciwstawiających się germanizacji znajdowało się szereg przedsięwzięć kulturalnych m.in. założenie w Bydgoszczy przez Tomasza Śniegockiego pierwszej polskiej księgarni i czytelni (1867), powstanie Czytelni Polskiej (1869), działalność wydawnicza Juliana Prejsa (od 1865). W latach 80. XIX w. zaczęły powstawać masowo kulturalne stowarzyszenia i organizacje polskie m.in.: Towarzystwo Czytelni Ludowych (1881), Towarzystwo Oświaty Ludowej (1883), Towarzystwo Śpiewu „Halka” (1883), Polskie Towarzystwo Gimnastyczne „Sokół” (1886). W 1873 r. przy Towarzystwie Przemysłowym w Bydgoszczy założono polski amatorski zespół teatralny, który wystawiał wyłącznie sztuki polskie. Od 1884 r. datuje się działalność polskich drukarń na terenie Bydgoszczy. W latach 1891–1894 Stanisław Tomaszewski wydawał polską gazetę „Straż Polska”, od 1898 r. codzienną „Gazetę Bydgoską”, a w latach 1902–1904 „Dziennik Bydgoski”. Periodyki te zamykano wskutek szykan i pozwów sądowych wytyczonych przez władze pruskie. Pierwsza trwała gazeta polska „Dziennik Bydgoski” zaczęła wychodzić 1 stycznia 1908 r. (numer okazowy 2 grudnia 1907), redagowana aż do czasów II wojny światowej przez założyciela Jana Teskę. Od 1906 r. działał także w Bydgoszczy polski ośrodek kultury „Dom Polski”, założony przez dr Emila Warmińskiego. W sierpniu 1919 r., podczas Powstania Wielkopolskiego dom został zdemolowany przez Grenzschutz, zabito przy tym kilku działaczy polskich.
Mimo wysiłków pruskich, które przyniosły poszerzenie sieci placówek kulturalnych w Bydgoszczy oraz ożywienie niemieckiego życia umysłowego, polskość w mieście czyniła znaczne postępy. Kultura polska, rozwijana przez polskie stowarzyszenia, wyszła obronną ręką ze starcia z subwencjonowaną przez rząd i dysponującą wyszkolonymi kadrami kulturą niemiecką.

## Dwudziestolecie międzywojenne 1920-1939

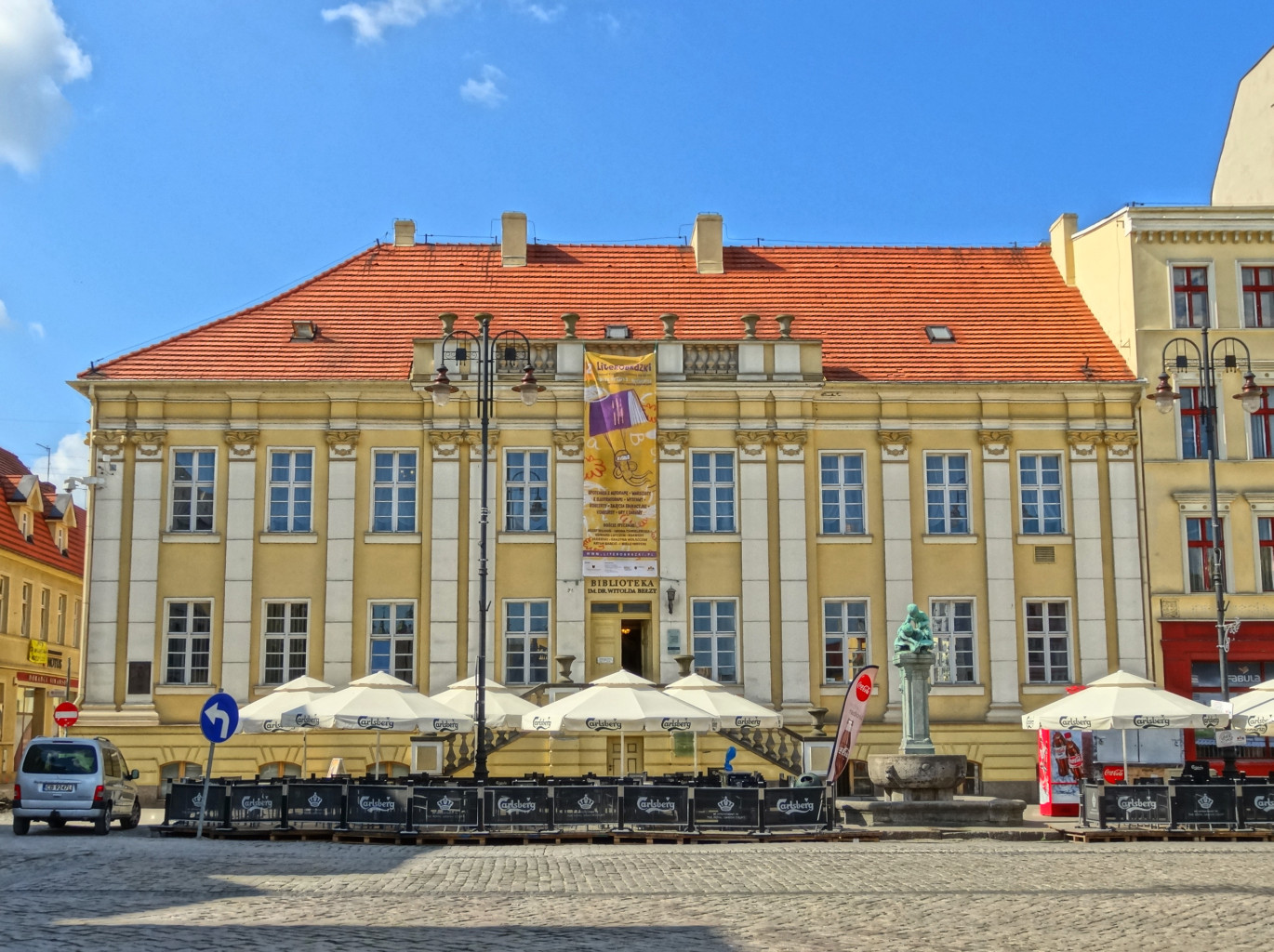
Biblioteka Miejska na Starym Rynku

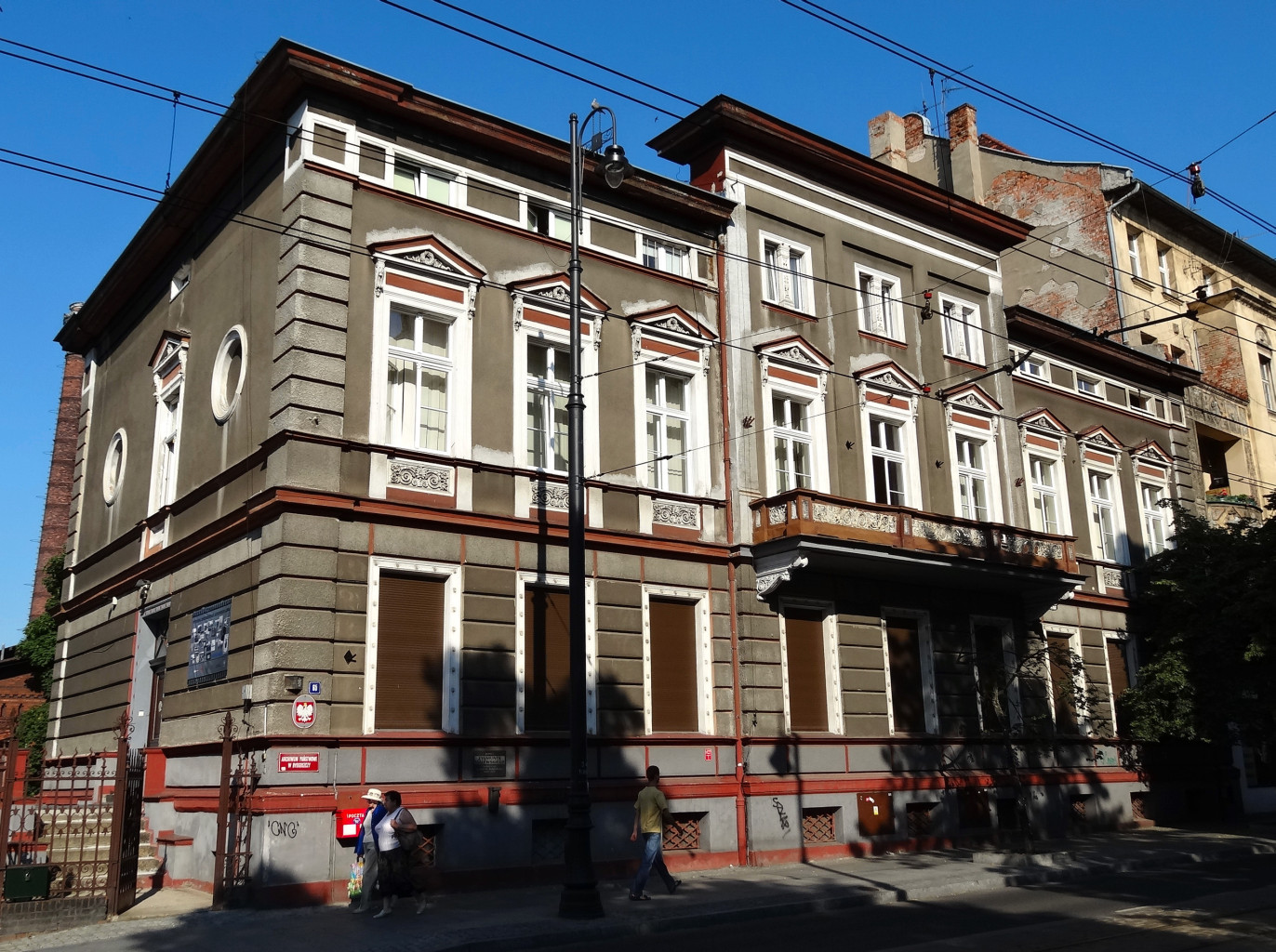
Archiwum Państwowe przy ul. Dworcowej 65

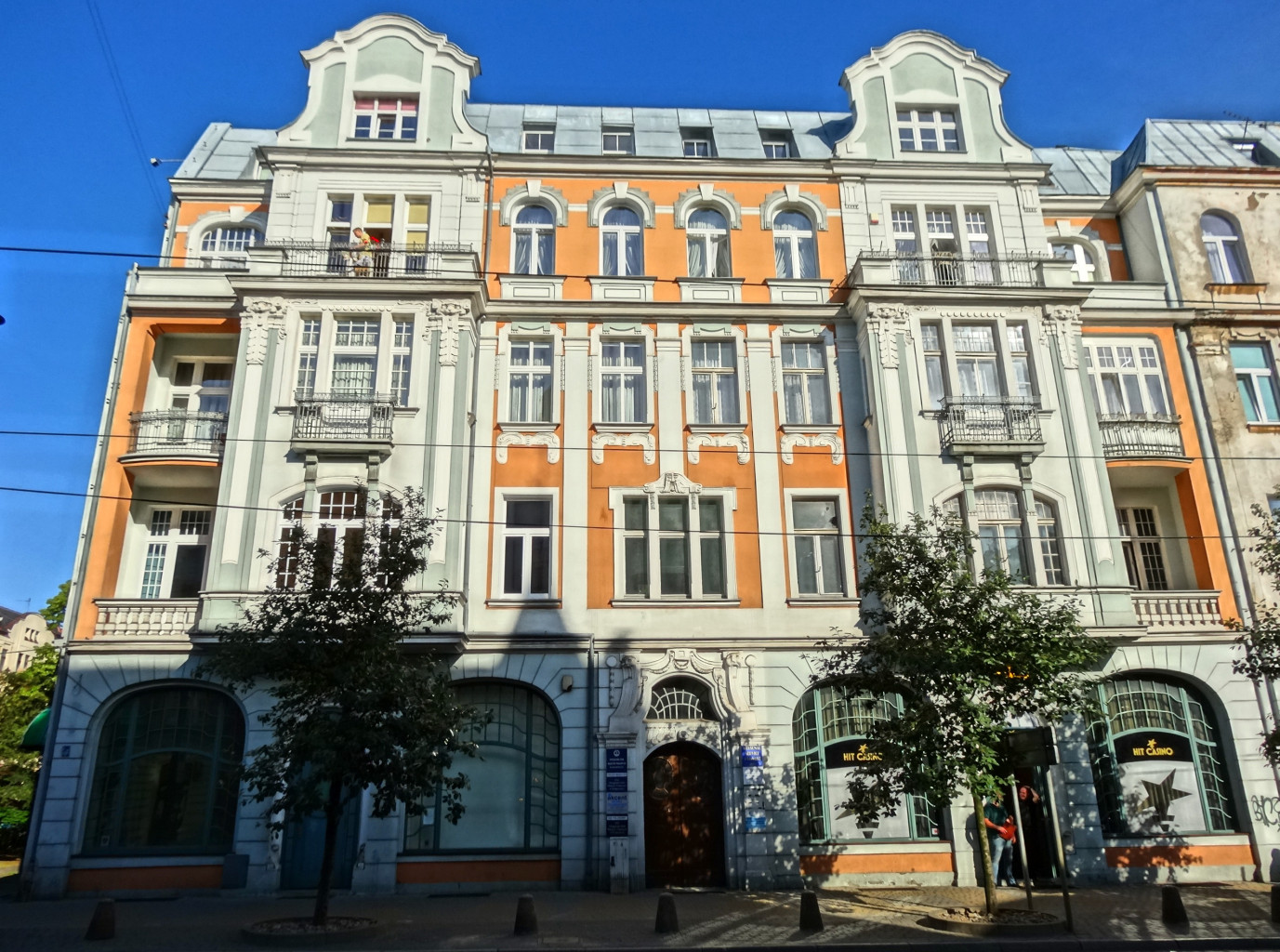
Kamienica przy ul. Gdańskiej 66-68, gdzie mieściła się Scena Niemiecka (Deutsche Bühne)

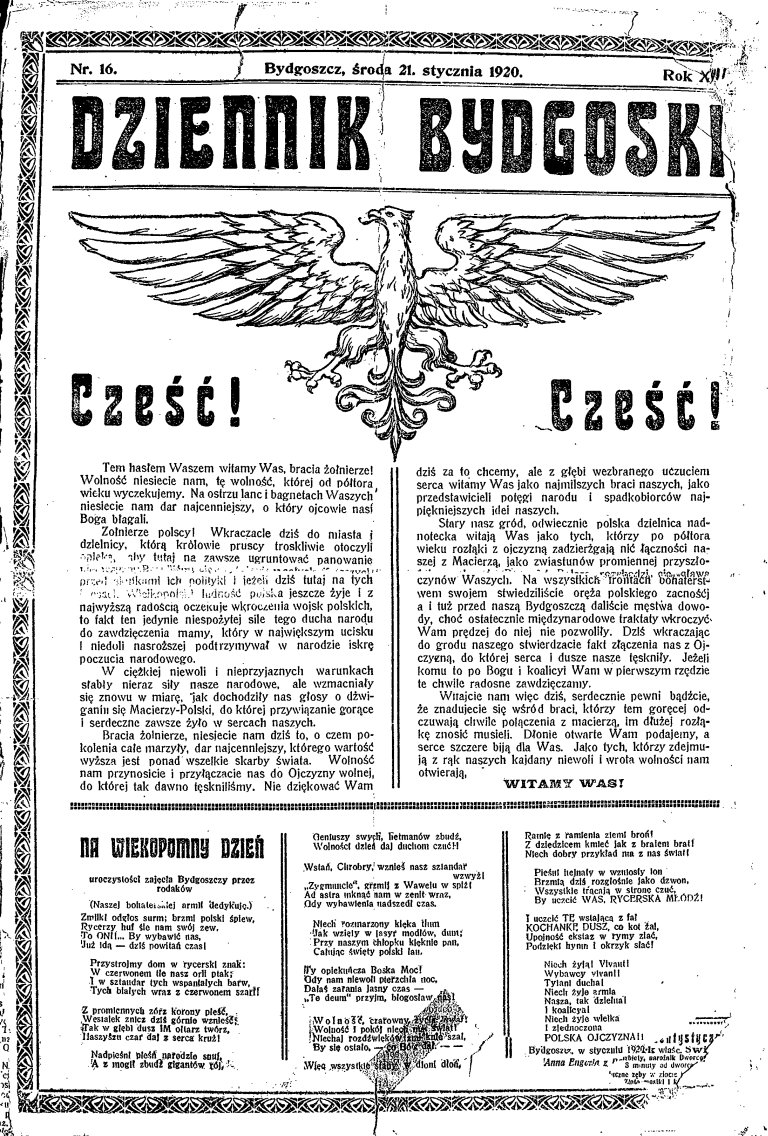
Dziennik Bydgoski – strona tytułowa z 21 stycznia 1920 r. po wkroczeniu Wojska Polskiego do miasta

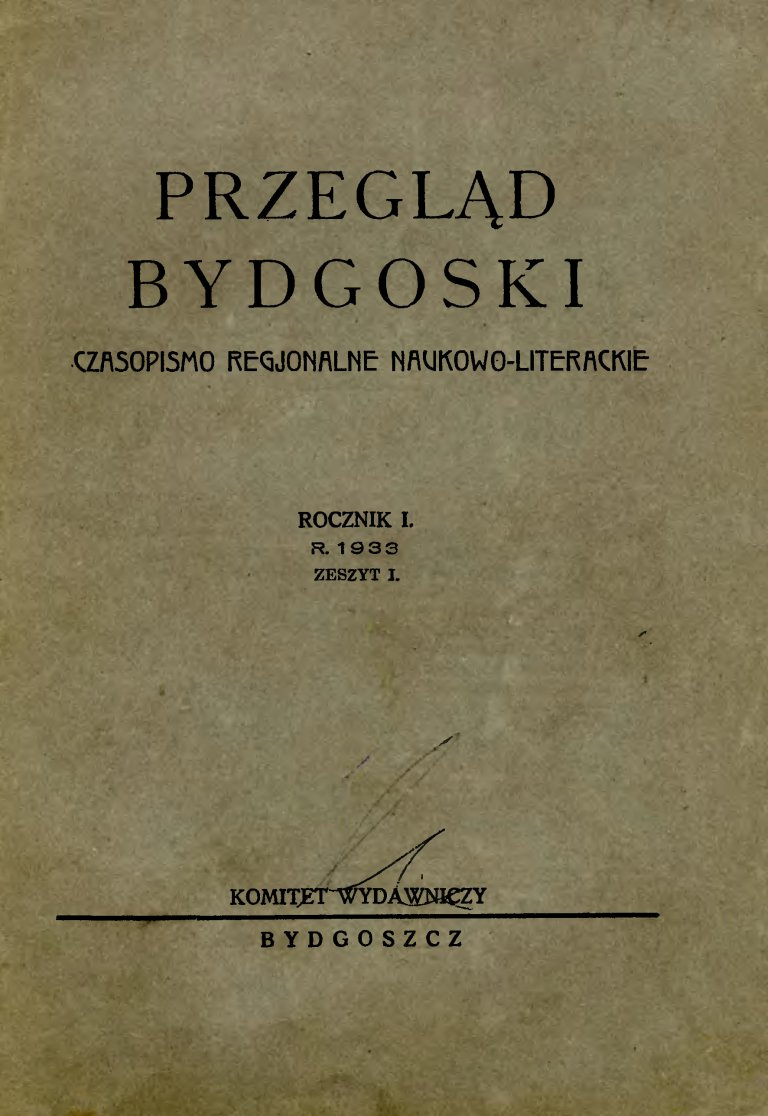
Strona tytułowa pierwszego numeru „Przeglądu Bydgoskiego”

Po włączeniu Bydgoszczy do niepodległego państwa polskiego rozpoczął się nowy etap historii bydgoskiej kultury. Spadek pozostawiony przez żywioł niemiecki był punktem wyjścia dla polskiej działalności kulturalnej, żywo przeciwstawiającej się presji germańskiej. Początki kształtowania się instytucjonalnych podstaw życia kulturalnego w Bydgoszczy datują się od chwili przejęcia miasta przez władze polskie – 19 stycznia 1920 r. Społeczeństwo polskie pozyskało wówczas wiele instytucji o proweniencji niemieckiej: Teatr Miejski, Biblioteki – Miejską i Ludową, zbiory muzealne, Kasyno Cywilne przy ulicy Gdańskiej i inne. W latach 20. zostały one poddane pracom adaptacyjnym i przeróbkom, w latach 1922–1924 Teatr Miejski, Biblioteka Miejska i Ludowa w latach 1924, 1927 i 1935-1936, natomiast Muzeum Miejskie w 1926 r.
Ruch kulturalny w pierwszych latach po odzyskaniu niepodległości inspirowali przedstawiciele polskiej inteligencji oraz miejscowe kupiectwo. W pierwszych latach niepodległości kształtujące się dopiero społeczeństwo polskie bojkotowało działalność kulturalną, prowadzoną w poniemieckich instytucjach. O przeszłości tych placówek nie zapominali także przedstawiciele mniejszości niemieckiej, którzy forsowali w magistracie prowadzenie działalności również w wersji niemieckojęzycznej, oferując w zamian korzyści ekonomiczne. Wskutek akcji niemieckiej nie udało się przywrócić działalności Domu Polskiego, gdzie mieściła się sala widowiskowa, biblioteka i czytelnia. Po zdemolowaniu budynku przez żołnierzy Grenzschutzu (17 sierpnia 1919), zamieniono go na fabrykę. Utrata Domu Polskiego była tym większa, że miastu brakowało siedzib dla krzewienia kultury wśród społeczeństwa wymagającego repolonizacji. Istniejące świetlice i domy związkowe służyły zamkniętym grupom członków stowarzyszeń czy zrzeszeń, których w Bydgoszczy było kilkadziesiąt (Towarzystwo Zachęty Sztuk Pięknych, Towarzystwo Miłośników Miasta Bydgoszczy, Uniwersytet Powszechny, Towarzystwo Czytelni Ludowych, Towarzystwo Nauczycieli Szkół Średnich i Wyższych, Komitet Wykładów Oświatowych dla Bydgoszczy, Rada Artystyczno-Kulturalna w Bydgoszczy i inne).
W specjalistycznych stowarzyszeniach kulturalnych sprawdzały się możliwości i aspiracje inteligencji, w tym także ambitnych artystów. Na ogół były to placówki ubogie i słabo wyposażone. Na brak placówek cierpiało również szkolnictwo, pierwszą świetlicę szkolną otwarto dopiero w 1933, zaś Muzeum Szkolne w 1935 Kłopoty natury lokalowej obce były natomiast instytucjom i stowarzyszeniom niemieckim. Niemieckie Towarzystwo Sztuki i Nauki użytkowało obiekt przy ul. Gdańskiej, posiadając m.in. dużą bibliotekę oraz teatr „Elysium” przy Alei Mickiewicza. Z teatrem tym była związana Scena Niemiecka (niem. Deutsche Bühne), znajdująca się pod wpływem organizacji politycznych. W latach 20. odżyła także aktywność niemieckiego ruchu muzycznego, który był kontynuacją bogatej tradycji z okresu zaborów. Dysponujące odpowiednimi salami i funduszami Bachverein, Niemieckie Towarzystwo Sztuki i Nauki oraz Konserwatorium Muzyczne Wilhelma von Winterfelda, sprowadzały do Bydgoszczy często wybitnych solistów z ośrodków kulturalnych Rzeszy. Po przemianowaniu niemieckiego konserwatorium w Bydgoskie Konserwatorium Muzyczne (1927), zatrudniano w nim czterech polskich nauczycieli muzyki i włączono później do organizowania życia muzycznego. Po II wojnie światowej dyplom ukończenia Konserwatorium Winterfelda traktowano na równi z dyplomami uczelni muzycznych stopnia akademickiego.
Rozwój życia kulturalnego polskiej społeczności Bydgoszczy natrafiał na przeszkody natury finansowej. Z tego powodu nie powiodły się zabiegi Towarzystwa Muzycznego (zał. 1922) zmierzające do utworzenia w Bydgoszczy stałej orkiestry symfonicznej. Poprzestano na działalności orkiestry kameralnej. Dopiero w 1936 powstała w Bydgoszczy Miejska Orkiestra Symfoniczna złożona z 46 muzyków, która koncertowała publiczne raz w miesiącu. W rozwoju kultury muzycznej niebagatelną rolę odgrywało rozwinęte polskie szkolnictwo muzyczne. W 1924 założono Pomorskie Towarzystwo Filharmoniczne zrzeszające muzyków z Bydgoszczy, Torunia i Grudziądza. Miało ono doprowadzić do powstania Pomorskiej Orkiestry Symfonicznej, a w przyszłości budowy filharmonii oraz opery, lecz brak środków finansowych przeszkodził realizacji tych zamierzeń. W 1927 w bydgoskim teatrze utworzono dział muzyczny, który wystawiał kilkanaście premier operetek w ciągu sezonu, a w latach 30. podjęto próbę utworzenia stałego zespołu operowego. Rozwijał się także amatorski ruch śpiewaczy, którego siłą napędową była bezinteresowność oraz uczucia patriotyczne.
O międzywojennej kulturze w Bydgoszczy, zwłaszcza w latach 20. decydowały implikacje polityczne. Część z nich miała charakter historyczny, gdy za cel działań obierała kwestie niemieckie i obowiązek repolonizacji mieszkańców Bydgoszczy. Wytworzeniu więzi patriotycznej, towarzyskiej i kulturalnej służyły nowo powstające towarzystwa statutowe, wśród których dominowały głównie towarzystwa kulturalno-literackie, plastyczne i naukowo-oświatowe. W grudniu 1919 powstało Towarzystwo Popierania Przedstawień prowadzące działalność inscenizacyjną, współpracujące z Ludwikiem Dybizbańskim. Zadaniem repolonizacji społeczeństwa poprzez prelekcje, odczyty, kursy zajmowała się Organizacja Inteligencji Polskiej (zał. 1921), zaś szeroko pojętym regionalizmem – Towarzystwo Miłośników Miasta Bydgoszczy (1923). Do pracy kulturalno-oświatowej włączyły się także: Towarzystwo Nauczycieli Szkół Średnich (1920), Bydgoskie Towarzystwo Nauczycieli Szkół Wyższych (1921), Towarzystwo Oświatowe „Lech” (1921), Towarzystwo Czytelni Ludowych (1907), Towarzystwo Kulturalno-Oświatowo-Wydawnicze „Rozwaga” (1925), Towarzystwo im. Tomasza Zana (1933). W 1924 utworzono w Bydgoszczy Uniwersytet powszechny, placówkę kulturalno-oświatową popularyzującą wiedzę z różnych dyscyplin nauki.
W mieście działały też takie organizacje, jak: Towarzystwo Prelegentów Uniwersytetu Żołnierskiego (1934), Bydgoskie Towarzystwo Numizmatyczne (1935) oraz zasłużony dla kultury bydgoskiej Klub Polski (1921). Była to placówka skupiająca inteligencję, głównie dziennikarzy i nauczycieli, którzy organizowali wieczory literackie i koncerty muzyki poważnej. W Klubie Polskim gościli: Karol Szymanowski, Tadeusz Boy-Żeleński, Stanisław Przybyszewski, Ludwik Solski i inni.
Największy dorobek w sferze upowszechnienia literatury, plastyki i muzyki odnotowała Rada Artystyczno-Kulturalna (1934), odgrywająca rolę animatora ruchu kulturalnego i koordynatora jego działań, skazana jednak na zawężenie swej działalności ze względów ekonomicznych. W ramach RAK w 1935 powołano sekcję literacką, w 1937 – sekcję plastyczną i muzyczną, a w 1938 – sekcję radiową. Staraniem grupy artystycznej Rady powołano tzw. Salon Bydgoski, na którego terenie odbywały się wystawy różnych dziedzin sztuki, a także podstudio bydgoskie Rozgłośni Pomorskiej Polskiego Radia (1937).
Najaktywniejszym elementem w ruchu kulturalnym miasta było bydgoskie środowisko artystów-plastyków, które w 1929 zrzeszyło się w Związku Plastyków Pomorskich. Ośrodkiem, wokół której w latach 20. skupiło się środowisko artystyczne była Szkoła Rzemiosł i Przemysłu Artystycznego, jedna z czterech na terenie kraju (Bydgoszcz, Kraków, Lwów, Poznań). Dzięki szkole, Bydgoszcz gościła wielu wybitnych plastyków przybyłych z innych dzielnic kraju (Kraków, Warszawa). Rozwijali oni umiejętności tworzenia sztuki użytkowej (malarstwo dekoracyjne, rzeźba, grafika, tkactwo, architektura itp.) i przekazywali swą wiedzę uczniom, z których później wyrosło wielu utalentowanych artystów. Z inicjatywy profesorów szkoły w 1921 założono w Bydgoszczy Towarzystwo Zachęty Sztuk Pięknych oraz zorganizowano profesjonalne wystawy plastyczne. Oddziaływanie kulturotwórcze placówki osłabło w 1923 po jej przemianowaniu w Szkołę Przemysłową, lecz praca u podstaw zaowocowała rozwojem miejskiego środowiska plastyków. Na początku lat 30. powstały m.in.: Klub Kanciastego Stołu (1930), grupa „Nora” (współdziałająca ze środowiskiem artystów teatralnych), Związek Plastyków Pomorza, Towarzystwo Przyjaciół Sztuk Pięknych (1921-1923, 1931-1939 Towarzystwo Przyjaciół Sztuki).
Do najważniejszych stowarzyszeń, wokół których skupiało się życie naukowe międzywojennej Bydgoszczy należała Rada Zrzeszeń Naukowych i Kulturalnych Ziemi Pomorskiej (1934), Towarzystwo Pomocy Naukowej im. Karola Marcinkowskiego (1934), a także oddział Polskiego Towarzystwa Historycznego, publikujący prace na temat historii Polski i regionu na łamach „Kwartalnika Historycznego” i „Przeglądu Bydgoskiego”.
W okresie międzywojennym w zasadzie nie uprawiano odgórnej polityki kulturalnej. Jej przejawów można upatrywać w programowej działalności niektórych twórców, np. autorów czasopisma „Wici Wielkopolskie” (1933-1938). Prasa bydgoska okresu międzywojennego była bezpośrednią projekcją poglądów (prawicowych, zachowawczych, lewicowych i innych) wydawcy lub kręgów społecznych, które reprezentowała. Do najpoważniejszych gazet bydgoskich należały: chrześcijańsko-demokratyczny „Dziennik Bydgoski” (1909-1939), prowadzony przez redaktora Jana Teskę oraz endecka „Gazeta Bydgoska” (od 1933 „Kurier Bydgoski”). Inne to m.in. sanacyjne „Echo Zachodnie” (1926, przekształcone później w „Przegląd Zachodni”) i „Kurier Pomorski” (1939-1938; mutacja toruńska – „Dzień Pomorski”, bydgoska – „Dzień Bydgoski'”, później „Gazeta Pomorska”), endecki „Robotnik Wielkopolski” (1923–1924), młodzieżowe pismo „Brzask” (1929-1932), ilustrowany dwutygodnik „Światło” (1932-1935).
W międzywojennej Bydgoszczy wydawano także znaczną liczbę czasopism kulturalno-literackich. Pierwszym tego typu pismem był tygodnik „Nowe Tory” (1920-1921), a następne: „Helikon” (1924), „Magazyn Powieściowy” (1933), dwutygodnik „Ze świata” (1932), „Posiew Poetycki” (1938–1939). Najpoważniejszym periodykiem naukowo-regionalnym w międzywojennej Bydgoszczy był wydawany w latach 1933–1939 kwartalnik „Przegląd Bydgoski” (1933-1939), związany z osobą Zygmunta Malewskiego, badacza sztuki sakralnej, miłośnika Bydgoszczy. Poruszano w nim zagadnienia regionalne, historię Bydgoszczy i regionu oraz jego życia kulturalnego.
Odrębną grupę pism stanowiły miesięczniki i kwartalniki adresowane do młodzieży szkolnej, w której pisali przedstawiciele tzw. „młodej Bydgoszczy”, którzy głosili program „awangardy literackiej”, kultywowali regionalizm, przeciwstawiali się konwencji i tradycjonalizmowi. Ich przedstawicielem był m.in. Tadeusz Nowakowski (1917-1996). Tematykę teatralną reprezentowały: tygodnik „Przegląd Teatralny i Filmowy” (1924-1925), „Almanach Teatru Bydgoskiego” (1924), „Scena Bydgoska” (1935-1939).
Duże znaczenie dla rozwoju prasy i czasopiśmiennictwa w Bydgoszczy miała rozbudowana w dwudziestoleciu międzywojennym baza poligraficzna oraz wydawnictwa. Korzystny wpływ na kulturę miasta i jej mieszkańców miały Zakłady Graficzne (dawna drukarnia Grunauera, największa drukarnia na Pomorzu i jedna z większych w kraju) i mniejsze drukarnie: Drukarnia Bydgoska – wydawnictwo „Dziennika Bydgoskiego”, Drukarnia Polska (1920-1932), Drukarnia dla Handlu i Przemysłu (1919-1926) oraz niemiecka Drukarnia Emila i Hermanna Dittmannów – wydawca niemieckich gazet i podręczników. Największe osiągnięcia w upowszechnianiu dorobku polskich pisarzy i uczonych miała „Biblioteka Polska”, którą określono mianem „instytucji bydgoskiej kultury”, a także prywatne oficyny wydawnicze (Jan Idzikowski, Leon Posłuszny, Waleria Modlibowska). W latach 1921–1927 w mieście działał również Polski Instytut Narodowy (1921-1927) powołany za sprawą Antoniego Chołoniewskiego.
Dominującą rolę w życiu kulturalnym Bydgoszczy okresu międzywojennego odgrywał teatr. W pierwszych latach aktywną formą życia kulturalnego były przedstawienia amatorskie, inspirowane przez organizacje społeczne (Teatr Garnizonowy 1920-1922, Towarzystwo Popularnych Przedstawień – 1920, Koło Amatorskie im. Wojciecha Bogusławskiego – 1920, Towarzystwo Miłośników Sceny), które przyczyniały się do obrony języka polskiego, w obliczu konkurencji profesjonalnego teatru niemieckiego. W latach 1920–1921 przy Teatrze Miejskim istniała Szkoła Dramatyczna ucząca aktorstwa, którą w 1925 przejęło Towarzystwo Teatralne „Zgoda”. W 1931 stworzono stałą scenę rewiową pod nazwą „Uśmiech Bydgoszczy” w teatrze letnim Patzera.
Intensywność działania amatorów uległa osłabieniu po 1930, kiedy życie teatralne w Bydgoszczy zdominowała scena zawodowa Teatru Miejskiego, przejętego w 1920 z rąk niemieckich. Placówkę prowadziło miasto, w 1932 wydzierżawiając go Związkowi Artystów Scen Polskich. W latach 20. dyrektorzy (Ludwik Dybizbański, Wanda Siemaszkowa, Józef Karbowski, Karol Benda) preferowali sztuki ambitne i patriotyczne wpisując się w proces repolonizacji miasta. Do sukcesu artystycznego i stabilizacji kadrowej doprowadził placówkę Władysław Stoma (1932-1938), który zdobył publiczność i przekonał do sztuki polskiej, wychowując ją na autentyczną publiczność teatralną. Od sezonu 1927 do repertuaru Teatru Miejskiego weszła operetka, zdobywając dużą popularność. W rekordowych latach liczba przedstawień teatralnych przekraczała 350 spektakli w roku. Na scenie bydgoskiej występował własny zespół aktorski, jak również zespoły i znani aktorzy z całego kraju, w tym z najwybitniejszych teatrów polskich doby międzywojnia.
W pierwszej połowie lat 20. Bydgoszcz była ważnym ośrodkiem rozwijającej się sztuki filmowej. Pierwszą wytwórnią filmową w Bydgoszczy była „Polonia-Film” Maksymiliana Hausschilda z Gdańska (1921). Polsko-niemiecki zespół zrealizował w Bydgoszczy dwa pełnometrażowe filmy fabularne: „Złote łóżko Gabby” (prapremiera 28 maja 1922 w kinie „Polonia”) oraz „Car Dymitr Samozwaniec” (prapremiera 14 sierpnia 1922 w Warszawie). W 1926 powstała w Bydgoszczy kolejna wytwórnia filmowa „Deveko-Film”, która wyprodukowała pełnometrażowe filmy: „Wampiry Warszawy”, „Magdalena”, „Przewodnik po Zakopanem” oraz „Z dnia na dzień”. Bydgoskie wytwórnie filmowe nie zdołały jednak przebić się w branży kinowej i przekształcić w instytucje o szerszym zasięgu kulturalnym i artystycznym. Warto dodać, że w latach 1920–1923 w Bydgoszczy swoją willę miała Pola Negri – gwiazda międzywojennego Hollywood.
Tuż przed wybuchem II wojny światowej znajdowało się w Bydgoszczy 8 kin, z których za najbardziej ekskluzywne uważano „Cristal” („Pomorzanin”). Od 1937 emitowano również audycje radiowe w Bydgoszczy ze studia Pomorskiej Rozgłośni Radiowej, mieszczącego się w salach Teatru Miejskiego. Tylko w 1937 nadano z Bydgoszczy 84 audycje lokalne i 28 ogólnopolskich. W październiku 1937 w Bydgoszczy odbyła się Ogólnopolska Wystawa Radiowa.
Ważną rolę odegrały w okresie międzywojennym rozwijane na nowo polskie placówki kulturalne. W 1920 r. dyrektorem Biblioteki Miejskiej został Witold Bełza – dawny bibliotekarz „Ossolineum” we Lwowie, którego ambicją było przekształcenie placówki w wyróżniającą się w kraju bibliotekę naukową. Rozpoczęto badania historii Bydgoszczy i regionu, wyeksponowano Bibliotekę Bernardynów Bydgoskich. Znacznie wzrosły zasoby biblioteki, w tym szczególnie pozycje naukowe. W 1923 utworzono kolejną jednostkę: Muzeum Miejskie w jednej z kamienic zachodniej pierzei Starego Rynku. Muzeum udało się pozyskać kolekcję obrazów i pamiątek po Leonie Wyczółkowskim, które to zbiory stanowią o specyfice muzeum do dziś. Muzeum było także siedzibą licznych miejskich towarzystw kulturalnych, które integrowały środowisko inteligencji twórczej. W 1935 placówka gościła Zjazd Związku Muzeów w Polsce. Kolejną placówką kulturalną było Archiwum Miejskie, w którym gromadzono dokumenty historyczne i współczesne miasta i regionu. W 1938 placówka została przemianowana na Archiwum Województwa Pomorskiego.
Ogólnopolski wydźwięk uzyskały niektóre imprezy kulturalne organizowane w Bydgoszczy. Najważniejsze z nich były uroczystości związane z Henrykiem Sienkiewiczem, trwające nieprzerwanie prawie cztery lata (1924-1928). 31 lipca 1927 w obecności prezydenta RP Ignacego Mościckiego oraz gości z całego kraju odsłonięto pierwszy w Polsce pomnik pisarza. Podobna inicjatywa uhonorowania pomnikiem Juliusza Słowackiego zakończyła się ostatecznie na organizacji akademii i cyklu odczytów na temat jego twórczości. Od 1925 miasto pomagało finansowo pisarzowi Kazimierzowi Przerwa-Tetmajerowi, który z tej racji często uczestniczył w spotkaniach ze społeczeństwem bydgoskim. Trwałe koneksje z bydgoską kulturą łączyły także znanego pisarza młodopolskiego – Stanisława Przybyszewskiego.
Spośród imprez, zorganizowanych w latach 30. przez Radę Artystyczno-Kulturalną, czołowe miejsce zajmowały odczyty autorskie. Gościli na nich zaproszeni pisarze, m.in. Tadeusz Boy-Żeleński, Gustaw Morcinek, Jarosław Iwaszkiewicz, Karol Irzykowski, Jan Lorentowicz, Zygmunt Nowakowski, z autorów obcych m.in. Tibor Csorba. Wśród licznych obchodów jubileuszy i rocznic pisarskich (Asnyka, Kasprowicza, Kochanowskiego), do najbardziej głośnych należał „Rok Leona Wyczółkowskiego” w 1937. W Bydgoszczy mieszkał i tworzył także Karol Szymanowski (1920-1937). W Bydgoszczy skomponował „Słopiewnie” – pięć pieśni na głos i fortepian do tekstów Juliana Tuwima, które zapoczątkowały nowy okres w jego twórczości. Kolejnym artystą, który pozostawił swoje ślady w Bydgoszczy był Artur Rubinstein, mieszkując w apartamencie hotelu „Pod Orłem”, gdzie grywał na stojącym tu do dziś fortepianie.
W latach 20. w Bydgoszczy osiedliło się grono napływowych twórców, przybywających głównie ze Lwowa i Krakowa, ale też Warszawy i Poznania, które stało na czele elity kulturalno-intelektualnej miasta. Rozgłos o ich poczynaniach nie wychodził jednak z reguły poza ramy bydgoskie, do czego przyczyniła się m.in. odgórnie przeprowadzona degradacja administracyjna miasta, ograniczająca jego środowisko inteligenckie i urzędnicze. Bydgoszcz jako ośrodek powiatowy, choć największy w Polsce (7. miasto w kraju), był traktowany jako prowincjonalny i nie skupiał uwagi elit kulturalnych kraju. Także polityka władz miejskich, nie zawsze przemyślana w stosunku do zagadnień kulturalnych powodowała, że entuzjazm twórczy wybitnych jednostek często kończył się niesławą (Ludwik Dybizbański, Wanda Siemaszkowa, Józef Karbowski, Tadeusz Dobrowolski). Na wieść o zamiarze utworzenia w Bydgoszczy silnego ośrodka literackiego i wydawniczego przez Władysława Kościelskiego (1886-1933), zamieszkał tu Adam Grzymała-Siedlecki (1876-1967), Józef Weyssenhoff (1860-1932), Antoni Chołoniewski (1872–1924), a planował osiąść na gruncie bydgoskim także Stanisław Przybyszewski. Ze Lwowa przyjechał Stanisław Brandowski (1864-1935), dziennikarz, autor powieści i dramatów oraz Witold Bełza (1886-1955) – dyrektor Biblioteki Miejskiej. W 1922 osiedlił się nad Brdą historyk Zygmunt Malewski (1873-1937) – archiwariusz miejski, założyciel i redaktor „Przeglądu Bydgoskiego”. Wokół Karola Franciszka Mądrala (1880-1957), profesora Państwowej Szkoły Przemysłu Artystycznego i artysty grafika skupiło się natomiast wielu plastyków, pochodzących głównie z Poznania. W Bydgoszczy tworzył także grafik Stanisław Brzęczkowski (1897-1955). Kadra profesorska szkół średnich, w tym również szkolnictwa artystycznego, wywodziła się w większości spoza Bydgoszczy np. Zdzisław Jahnke – założyciel Miejskiego Konserwatorium Muzycznego (1930 r.) Wybitnymi osobowościami twórczymi byli też artyści kierujący Teatrem Miejskim w Bydgoszczy, zwłaszcza Wanda Siemaszkowa (1867-1947).
W latach 30. wykształciła się w Bydgoszczy grupa miejscowych prozaików, poetów, publicystów i krytyków skupionych w Radzie Artystyczno-Kulturalnej. Do wybitniejszych przedstawicieli różnych środowisk twórczych należeli m.in. Józef Weyssenhoff, Adam Grzymała-Siedlecki, Antoni Chołoniewski, Władysław Umiński, Władysław Wan, Henryk Kuminek, Marian Turwid, Witold Bełza, Stanisław Brzęczkowski, Włodzimierz Kulmatycki, Melchior Wierzbicki, Kazimierz Południowski, Stanisław i Teodor Brandowscy, Alfred Kowalkowski, Władysław Dunarowski, Jan Piechocki i inni.

## Okres II wojny światowej

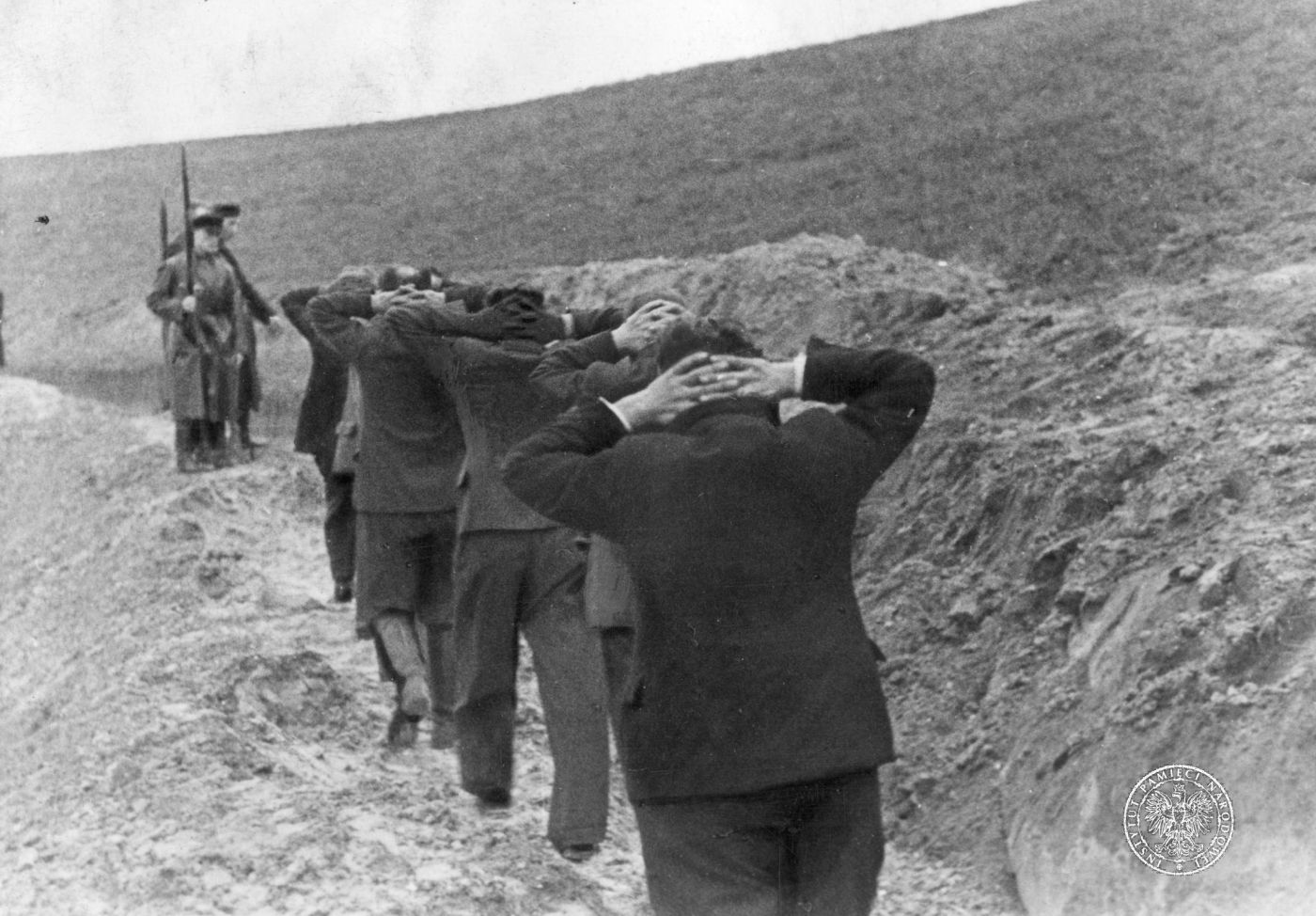
Egzekucje w fordońskiej „Dolinie Śmierci” bydgoskich nauczycieli oraz działaczy społeczno-kulturalnych jesienią 1939 r.

Po zajęciu Bydgoszczy przez Niemców, władze hitlerowskie rozpoczęły akcję likwidacji polskich działaczy kulturalnych według wcześniej ustalonych list. Chronologicznie otwiera ją październik 1939 r., kiedy aresztowano członków Polskiego Związku Zachodniego i nauczycieli. Hitlerowcy zakazali pod karą śmierci prowadzenia polskiej działalności kulturalnej. Zabronione było posiadanie polskich książek, radioodbiorników, a nawet rozmawiania po polsku. Niemcy przejęli bydgoskie obiekty kulturalne i w niektórych z nich kontynuowali działalność pod szyldem niemieckim. Dotyczyło to m.in. Muzeum Miejskiego, gdzie organizowano wystawy np. „Dni Sztuki Niemieckiej” w 1943 r. oraz Teatru Miejskiego, działającego od 14 grudnia 1939 r. do września 1944 r. Do działalności scenicznej zaangażowano zespół Niemców przesiedlonych z Rygi. Prawo do uczęszczania do teatru posiadali tylko Niemcy (do 1942). Okresowo funkcjonowała także druga scena teatralna oraz teatr lalek. Oprawę muzyczną przedstawień zapewniała niemiecka orkiestra miejska. W mieście koncertowały ponadto orkiestry wojskowe i paramilitarne. Spośród 8 przedwojennych kin bydgoskich w okresie okupacji działało 5 (do końca 1944 r.), w których wyświetlano wyłącznie filmy niemieckie, w większości propagandowe. W listopadzie 1939 r. w kinie „Pomorzanin” przemawiał minister propagandy Joseph Goebbels, entuzjastycznie witany przez fanatyków niemieckich. Pismem codziennym był wydawany od 8 września 1939 r. dziennik „Deutsche Rundschau”.
W okresie okupacji zamordowano wielu przedstawicieli polskiej inteligencji bydgoskiej: m.in. Konrada Fiedlera (1886-1939) – prezesa Związku Dziennikarzy Pomorskich, członka zarządu Głównego Związku Dziennikarzy Polskich; Henryka Kuminka (1911-1941) – kierownika działu kultury i sztuki „Dziennika Bydgoskiego”, Stanisława Nowakowskiego (1889-1942) – redaktora „Dziennika Bydgoskiego” i działacza plebiscytowego na Warmii i Mazurach, Bernarda Nuszkowskiego (1913-1942) – kierownika podstudia bydgoskiego Rozgłośni Pomorskiej, Edwarda Józefa Pawłowskiego (1870-1939) – wydawcy „Kuriera Bydgoskiego”, Jana Teski (1876-1945) – nestora pomorskich dziennikarzy, wieloletniego wydawcy i redaktora naczelnego „Dziennika Bydgoskiego”, Władysława Żewickiego (1896-1946) – publicysty „Dziennika Bydgoskiego”, Zygmunta Polakowskiego – dyrektora Gimnazjum Klasycznego, Józefa Wolfa (1894-1939) – profesora historii Gimnazjum im. M. Kopernika, prof. Włodzimierza Kulmatyckiego (1895-1939) i jego asystenta Leonarda Żemły z Instytutu Naukowego Gospodarstwa Wiejskiego, ks. Jana Kleina – (1895-1940) – muzeologa, współzałożyciela Biblioteki Miejskiej w Bydgoszczy; dr Michała Nycza (1909-1939) – historyka; Alfonsa Rezlera (1907-1939) – muzykologa, dyrygenta, profesora Miejskiego Konserwatorium Muzycznego, krytyka muzycznego oraz plastyków bydgoskich: Mariana Faczyńskiego, Wacława Krystoszka, Bogdana Raczkowskiego, Kazimierza Orlicza.
Podobną śmiercią ginął także dorobek materialny kultury bydgoskiej. Zniszczeniu uległa przedwojenna siedziba Muzeum Miejskiego, pomnik Henryka Sienkiewicza, zabytkowy kościół pojezuicki, gmach Teatru Miejskiego. W 1944 roku wywieziono zbiory muzealne. Grabież ta spowodowała też zaprzepaszczenie, m.in. 1266 dzieł sztuki polskiej i obcej, w tym 150 prac Leona Wyczółkowskiego. Przetrzebiono zbiory Archiwum Miejskiego, Biblioteki Miejskiej (20%), Biblioteki Ludowej, księgozbioru Instytutów Rolniczych, biblioteki szkolne, a także biblioteki różnych towarzystw i organizacji kulturalnych. Zniszczono przy tym niemal kompletnie dotychczasowy dorobek plastyki bydgoskiej.

## Odbudowa kultury 1945-1950

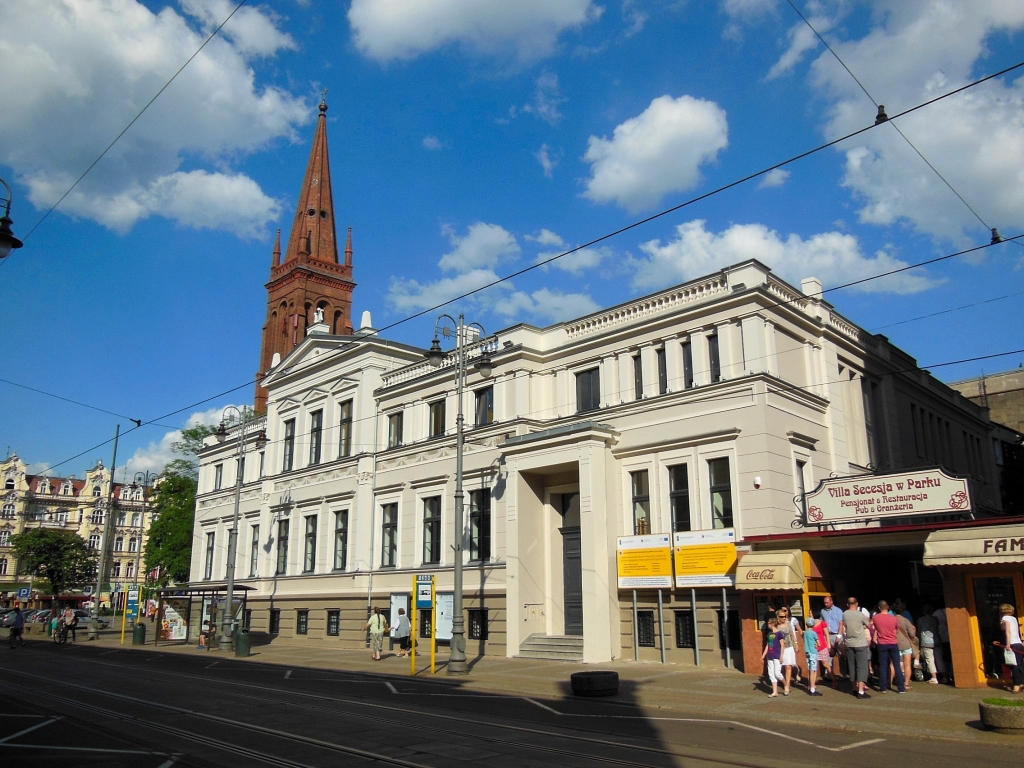
Pomorski Dom Sztuki w Bydgoszczy, w którym skupiało się życie kulturalne Bydgoszczy do 1950 r. Później był m.in. siedzibą Teatru Muzycznego, a od 2006 r. użytkuje go Akademia Muzyczna im. Feliksa Nowowiejskiego w Bydgoszczy

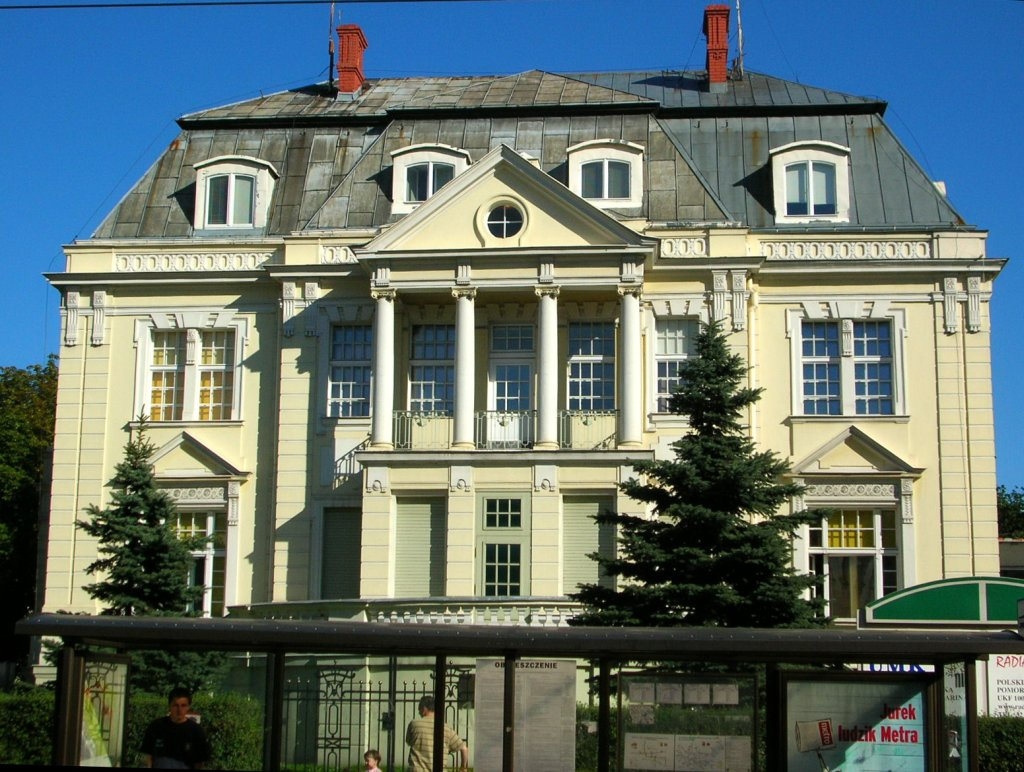
Willa Wilhelma Blumwe w Bydgoszczy, będąca od 1945 r. siedzibą Pomorskiej Rozgłośni Polskiego Radia

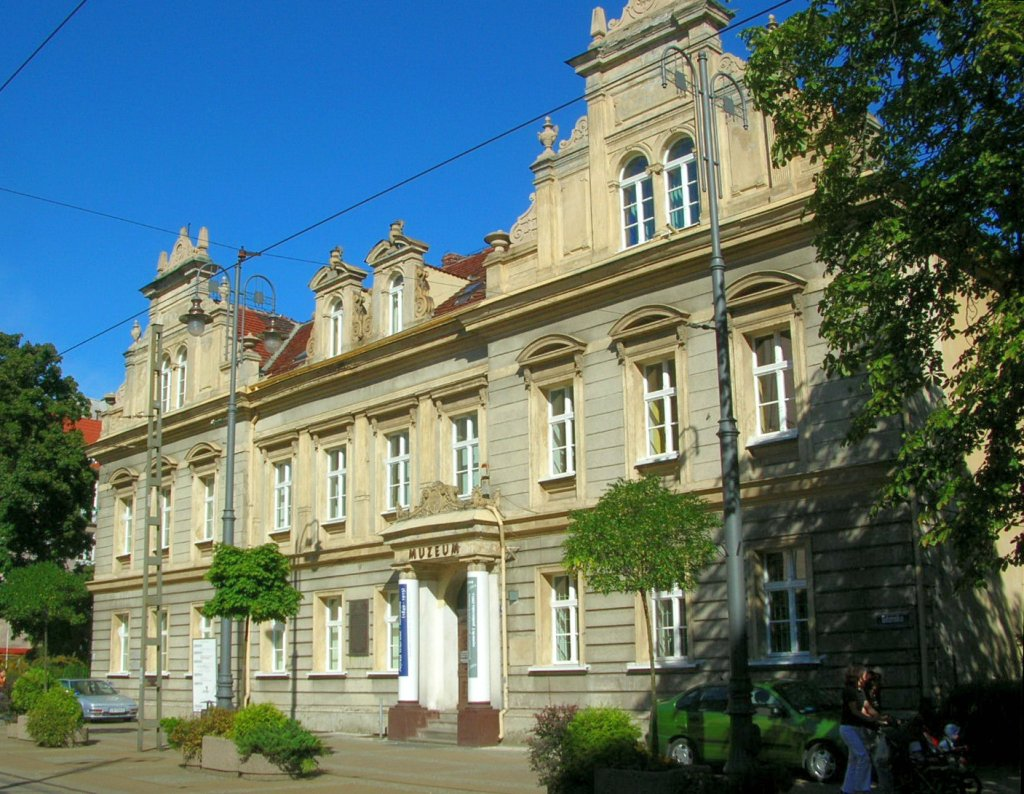
Budynek Muzeum Miejskiego im. Leona Wyczółkowskiego. Muzeum przeniesiono tu w 1946 r. z powodu zniszczenia przedwojennej siedziby, mieszczącej się w zachodniej pierzei Starego Rynku

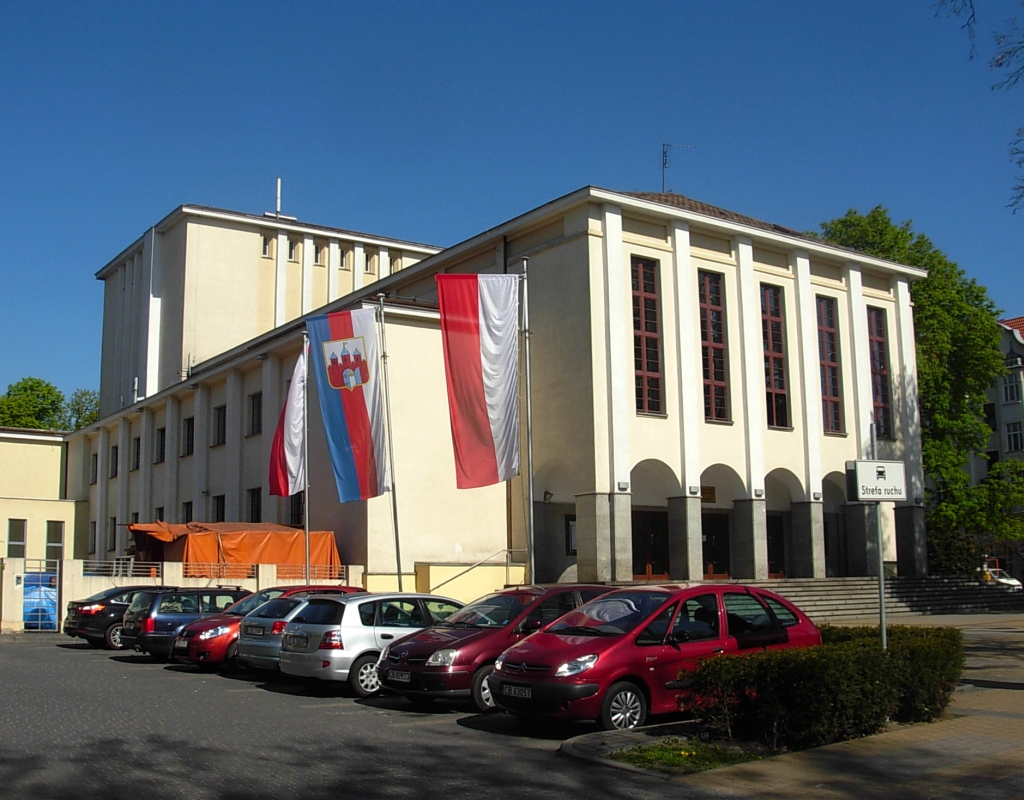
Wzniesiony w 1949 r. według projektu Alfonsa Licznerskiego budynek Teatru Polskiego

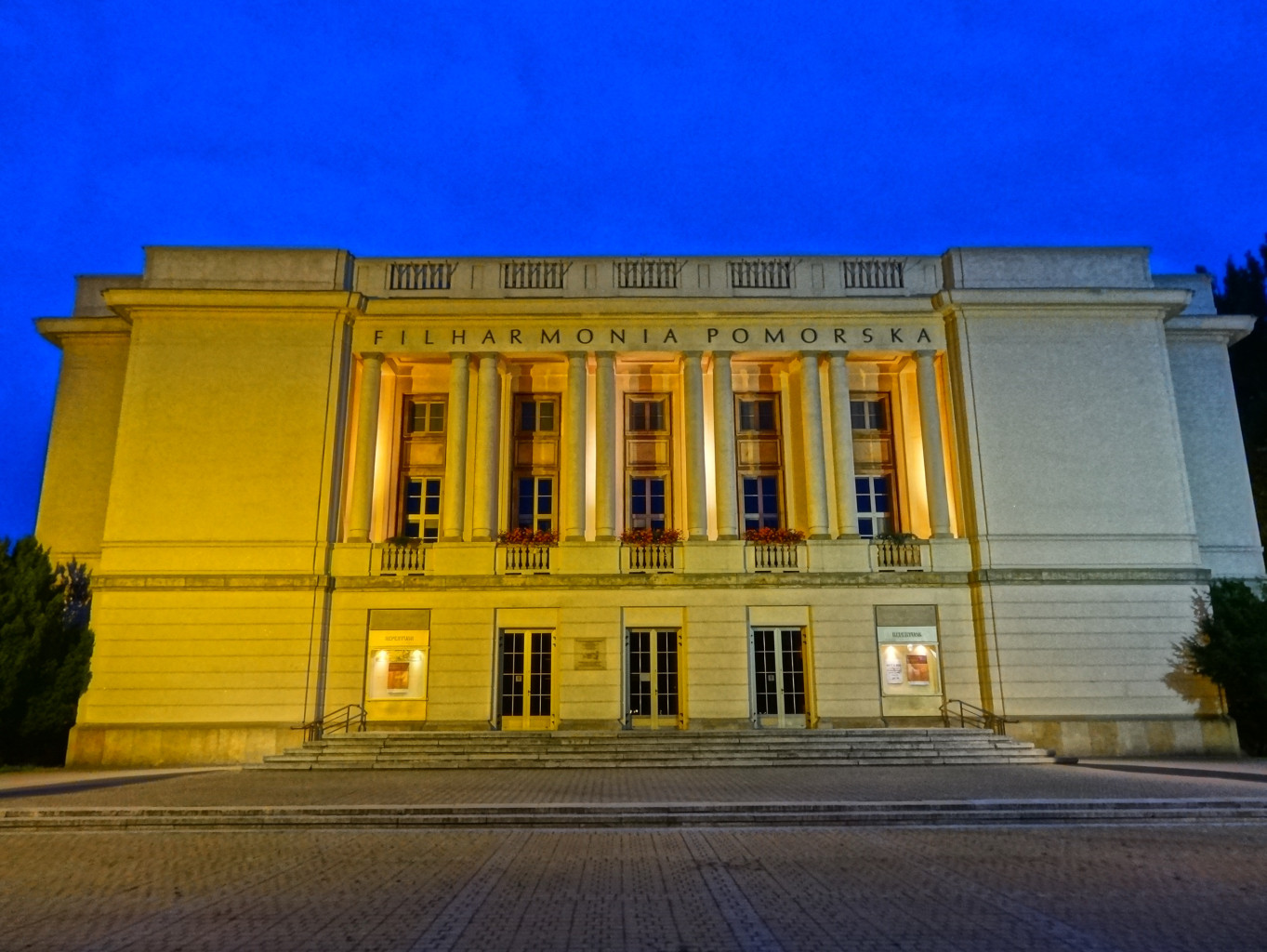
Oddany do użytku w 1959 r. budynek Filharmonii Pomorskiej im. Ignacego Jana Paderewskiego

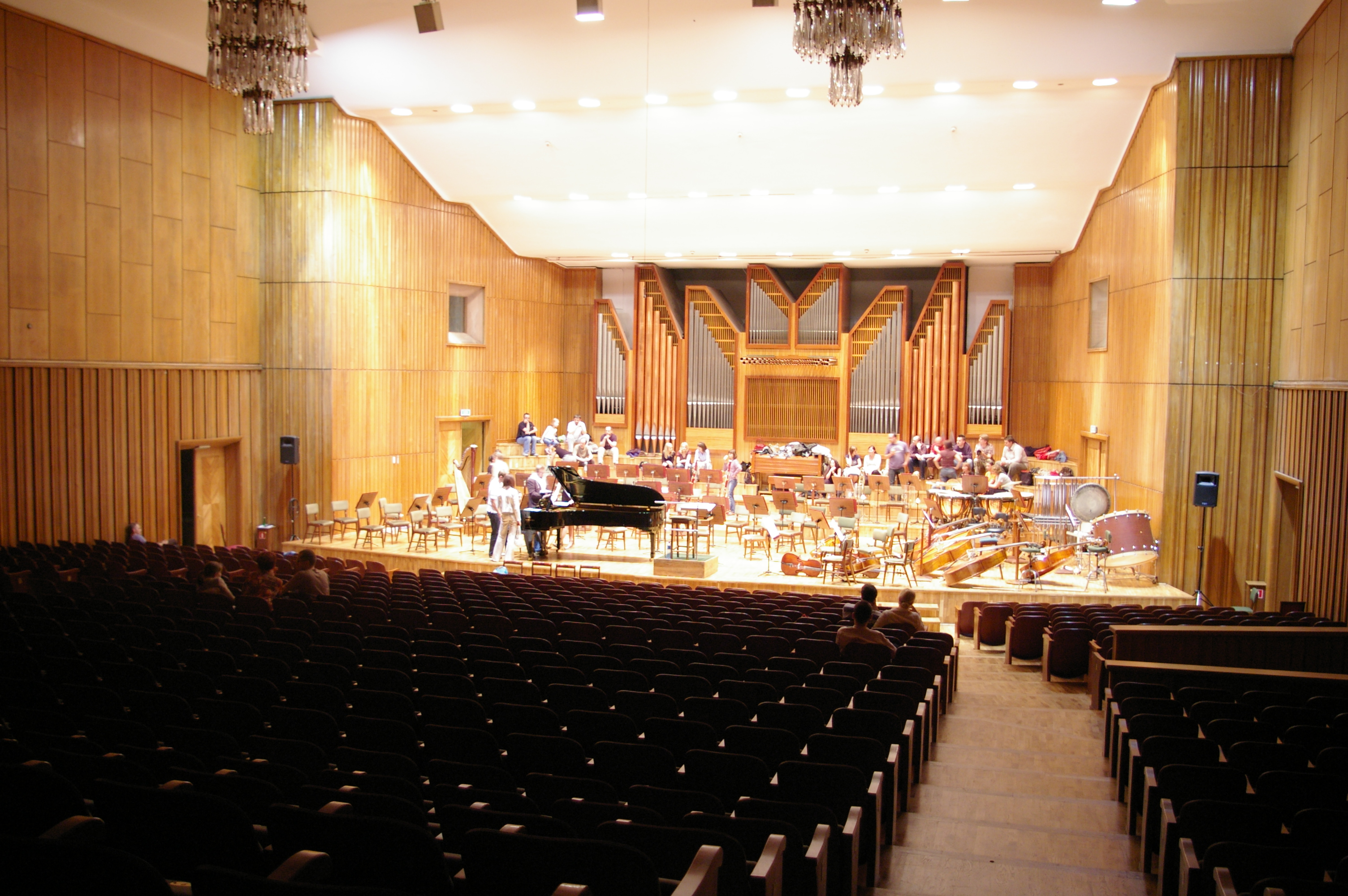
Słynąca z doskonałej akustyki sala koncertowa Filharmonii Pomorskiej

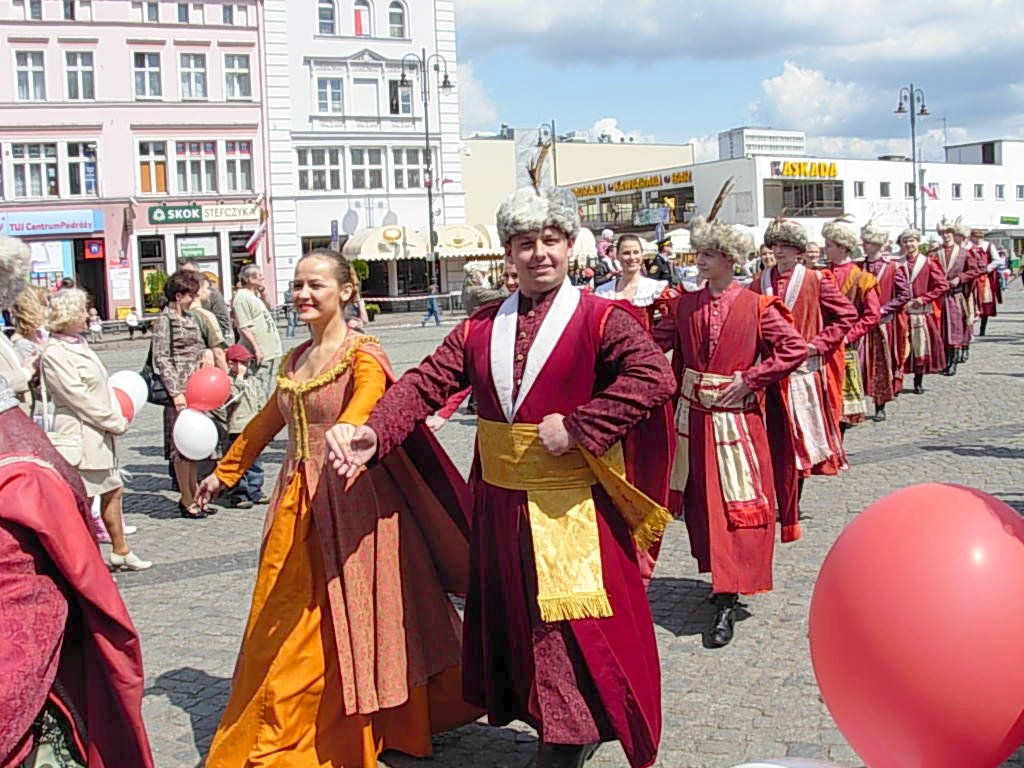
Zespół Pieśni i Tańca Ziemi Bydgoskiej założony w 1958 r.

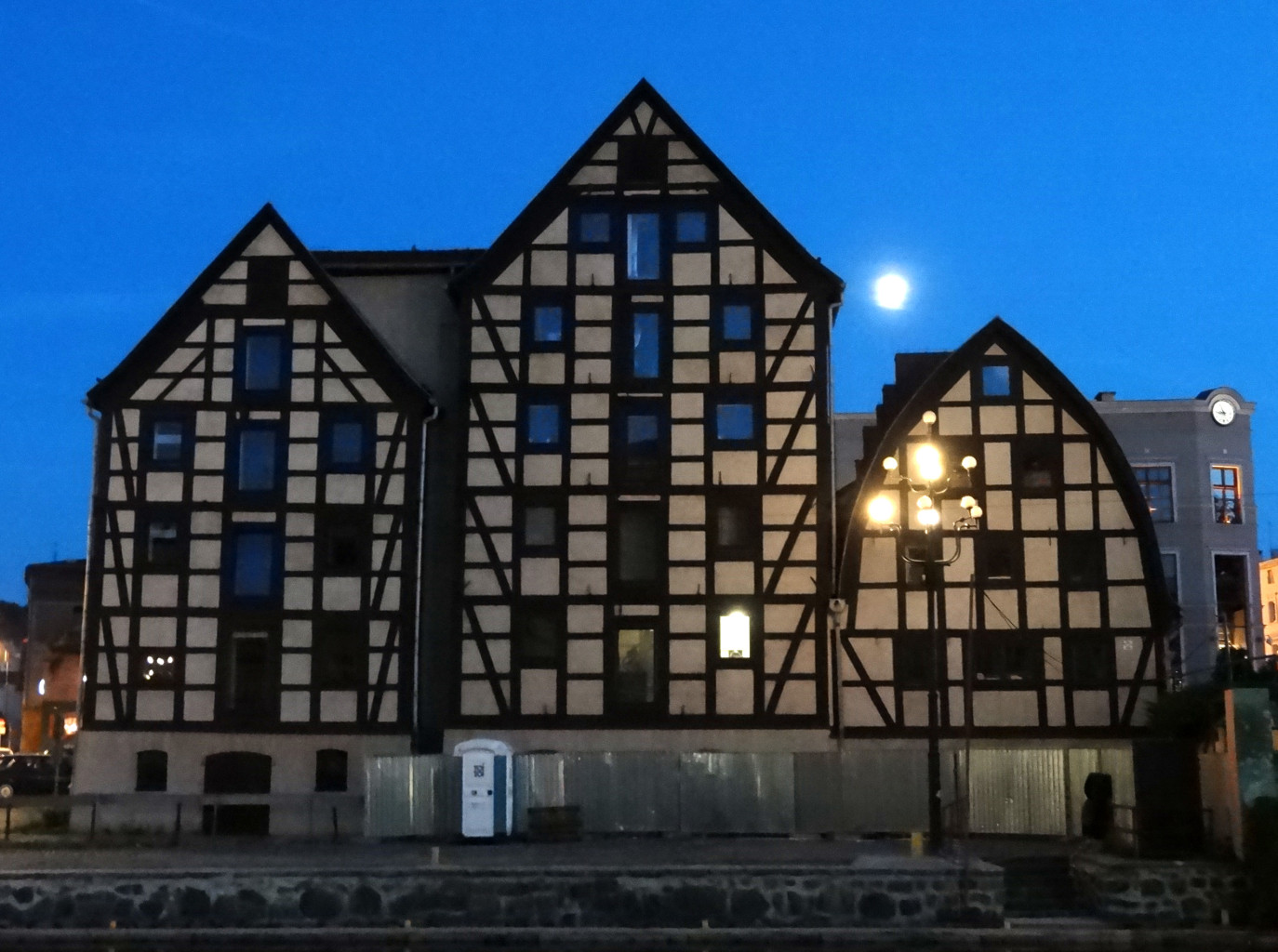
Spichrze nad Brdą przekazane dla potrzeb Muzeum Okręgowego w 1964 r.

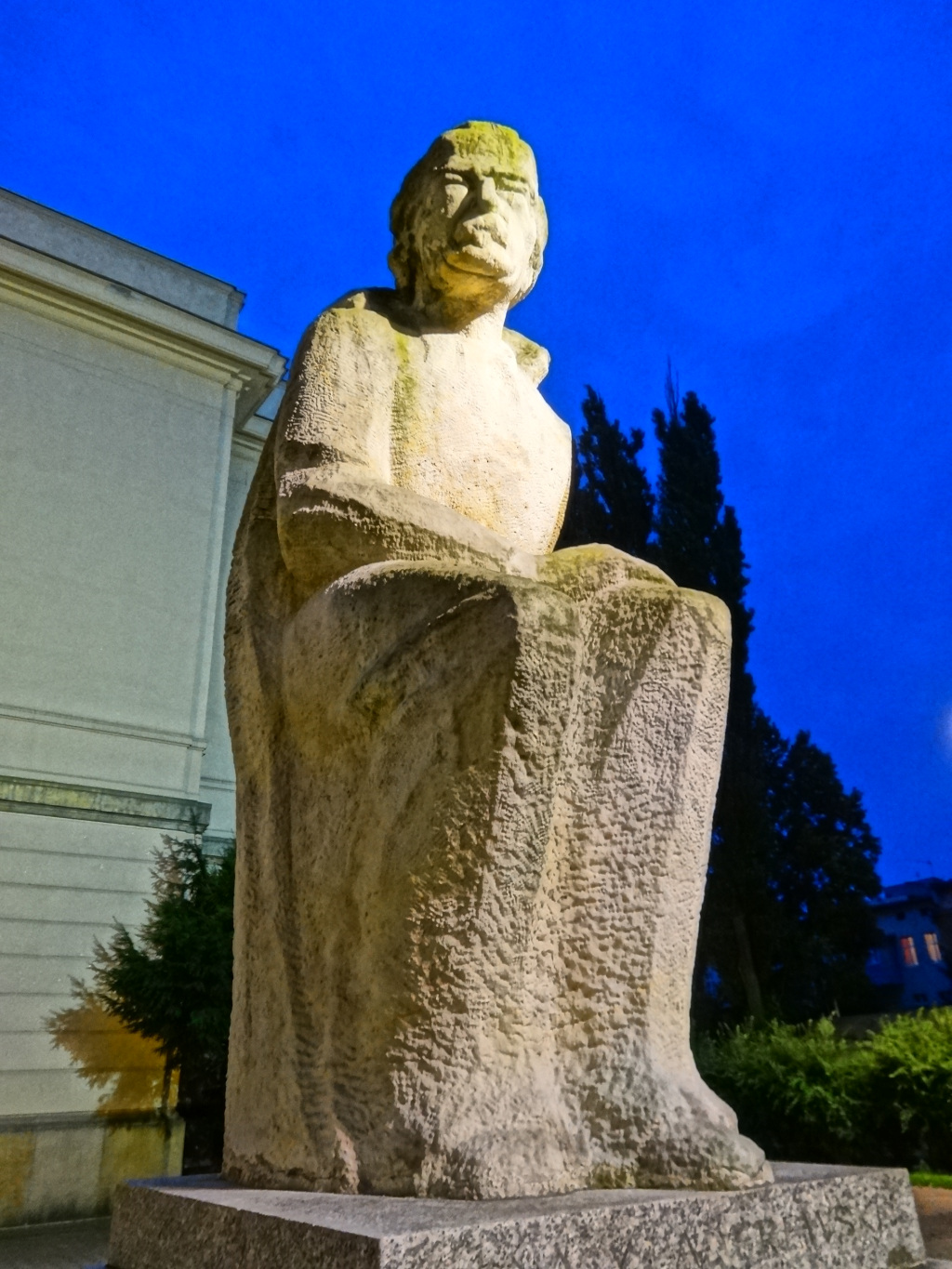
Jeden z posągów galerii pomników kompozytorów i wirtuozów w Bydgoszczy w Dzielnicy Muzycznej

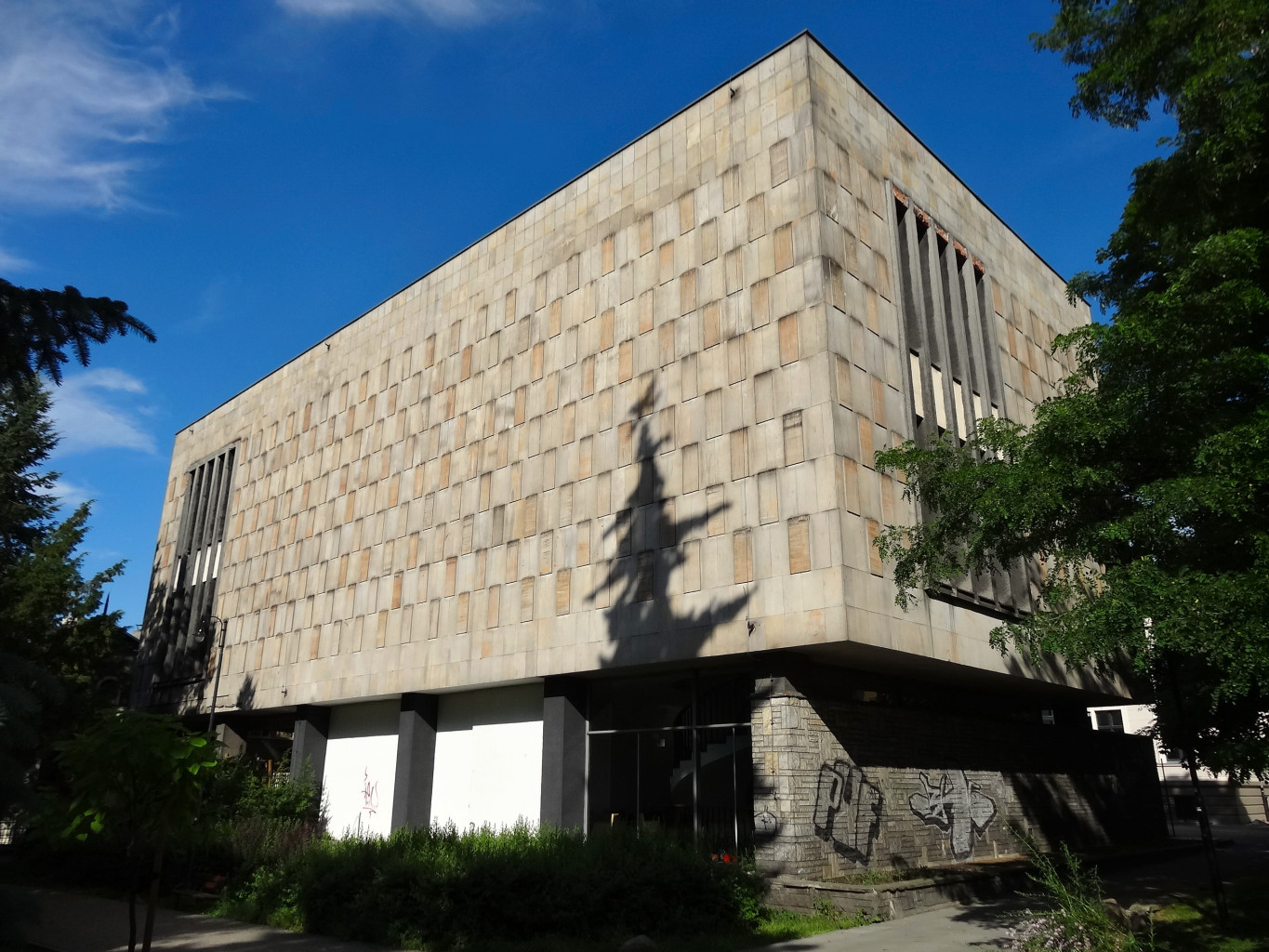
Budynek Biura Wystaw Artystycznych (galerii miejskiej) wzniesiony w 1970 r.

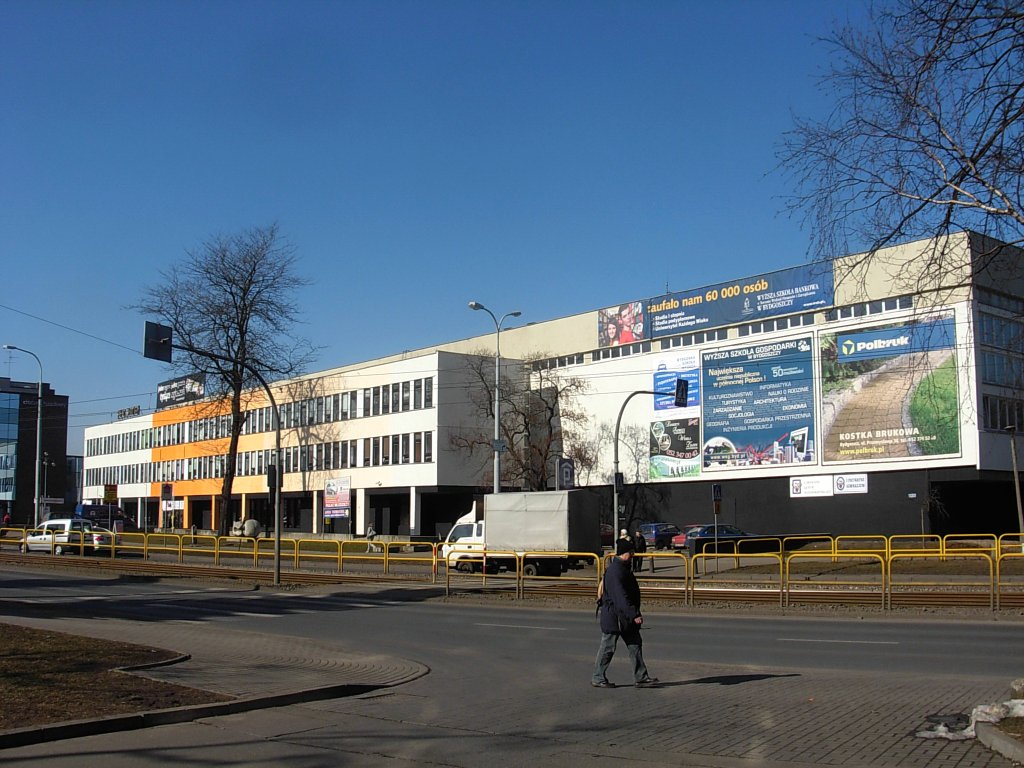
Pałac Młodzieży w Bydgoszczy oddany do użytku w 1974 r.

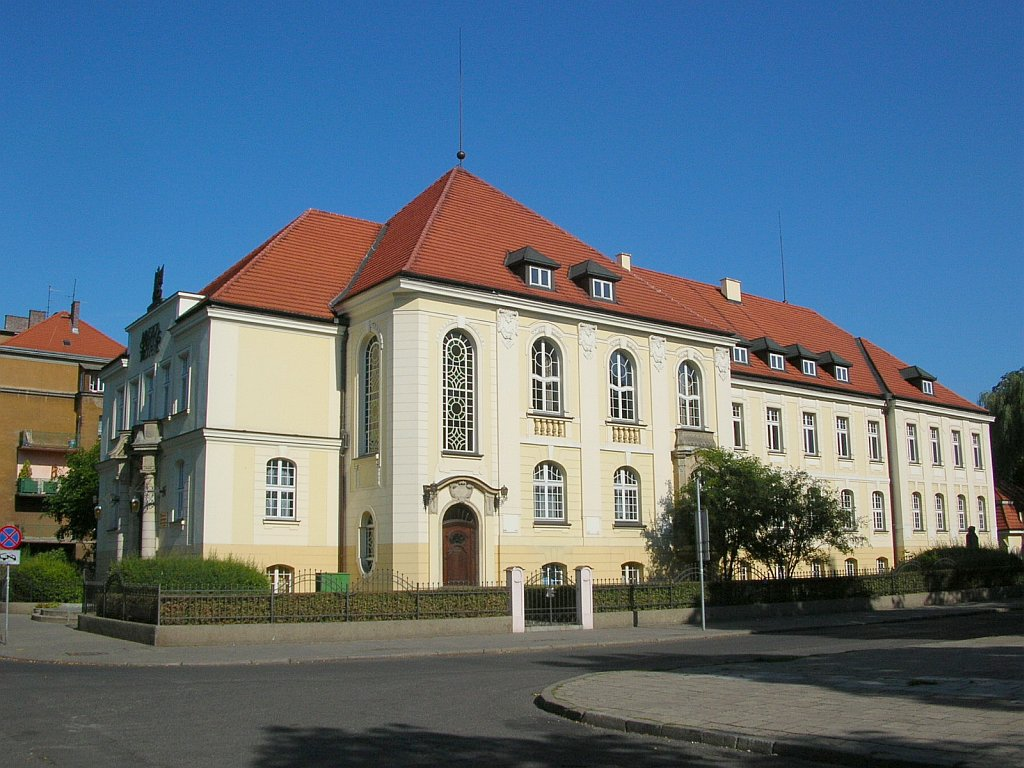
Akademia Muzyczna im. Feliksa Nowowiejskiego w Bydgoszczy założona w 1974 r.

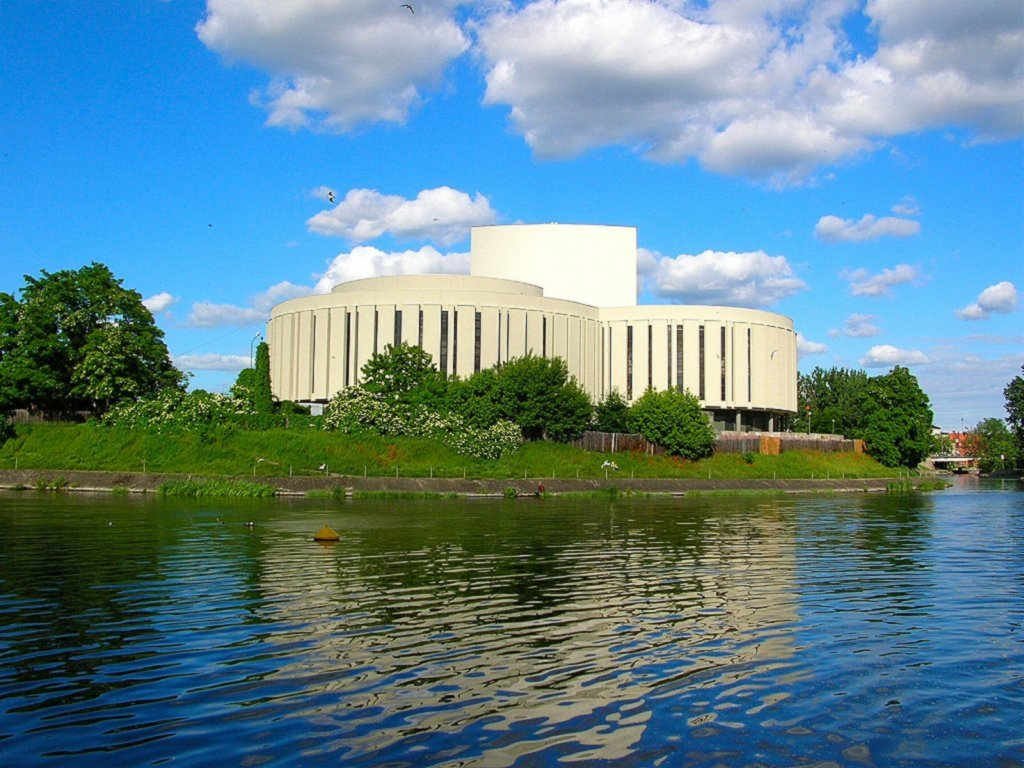
Budynek Opery Nova w fazie budowy (1973-2006) – zdjęcie z 2005 r.

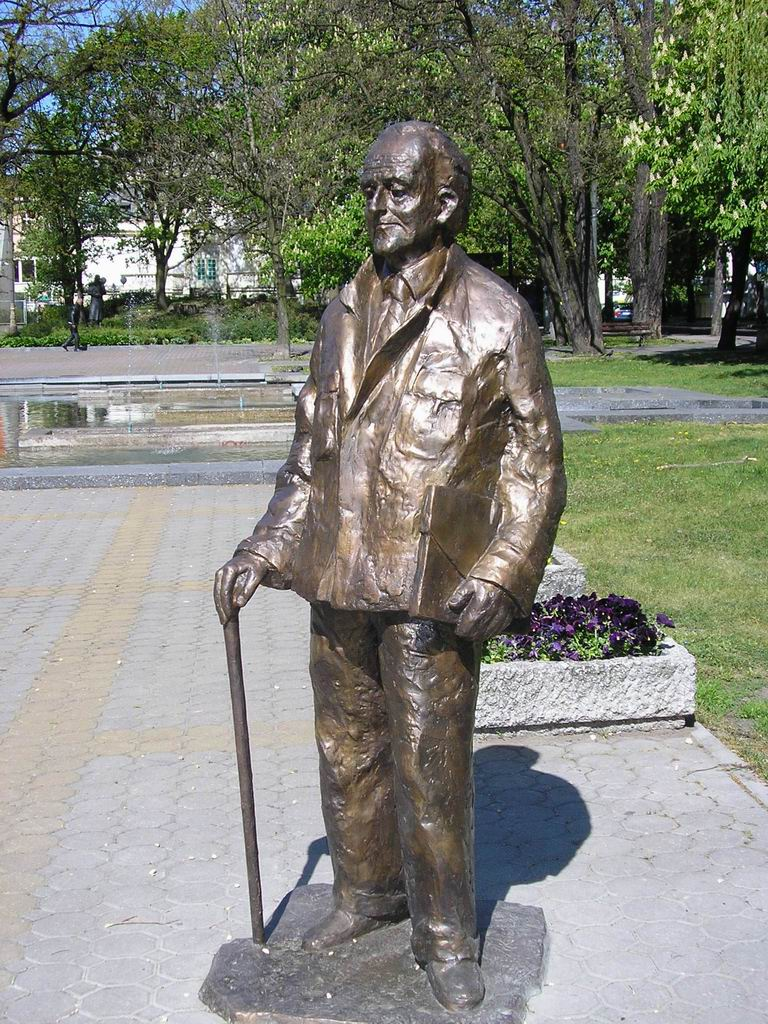
Posąg Andrzeja Szwalbe (1923-2002) – długoletniego dyrektora Filharmonii Pomorskiej, animatora kultury muzycznej, pomysłodawcy Dzielnicy Muzycznej, inicjatora festiwali, budowniczego placówek kulturalnych

Okres 1945–1949 charakteryzował się szybką odbudową życia kulturalnego, nawiązującą wprost do doświadczeń sprzed wojny. Działacze kultury, którzy przeżyli II wojnę światową realizowali zadania kulturotwórcze prywatnym sumptem, skupiając się początkowo wokół Wydziału Kultury i Sztuki Pomorskiego Urzędu Wojewódzkiego w Bydgoszczy. Samorzutnie odbywały się także zebrania inteligencji, która przyjęła na siebie odbudowę kultury macierzystego regionu, grupując się w organizacjach m.in. Tymczasowym Komitecie Obywatelskim, Towarzystwie Przyjaciół Nauki i Sztuki im. M. Kopernika oraz w Zrzeszeniu Inteligencji Pracującej. Wkrótce potem zaczęły się kształtować organizacje miejscowych artystów oraz miłośników nauki i sztuki: Związek Zawodowy Artystów Plastyków, Związek Zawodowy Muzyków, Związek Zawodowy Historyków Sztuki i Związek Literatów Polskich, którego wcześniejszą zapowiedzią był Klub Literacko-Artystyczny (czerwiec 1945 r.) 22 czerwca 1945 r. plastycy bydgoscy weszli w skład Oddziału Bydgoskiego ZPAP.
Próba integracji środowiska twórczego znalazła wyraz w działalności Pomorskiego Domu Sztuki, który od 7 maja 1946 r. był siedzibą artystów, uczonych i działaczy kultury, a zarazem stanowił pierwszy miejski dom kultury. Utworzenie PDS w Bydgoszczy nadało status prawny Oddziałowi Pomorskiemu ZPAP, który zajął część pomieszczeń na sale wystawowe Liceum Sztuk Plastycznych (pierwsza szkoła plastyczna na Pomorzu). Budynek użytkował także Oddział Związku Zawodowego Muzyków oraz Klub Literacko-Artystyczny (tu odbywały się „Środy Literackie”). Wokół PDS skupiało się życie kulturalne Bydgoszczy do 1950 r. Najwybitniejszymi działaczami tego okresu byli m.in.: Zygmunt Felczak, Adam Grzymała-Siedlecki, Alfred Kowalkowski, Jan Piechocki, Marian Turwid i inni. Z ich udziałem odbywało się wiele wydarzeń kulturalnych. Pojawiło się także wiele placówek kulturalnych, jakie żywo rozwijały amatorskie i profesjonalne formy działalności kulturalnej; muzycznej i teatralnej.
Wielką stratą kultury bydgoskiej była rozbiórka w 1945 r. uszkodzonego przez działania wojenne gmachu Teatru Miejskiego. Samorząd miejski, któremu przewodniczył wiceprezydent Władysław Jagniewski, sprzeciwił się rekonstrukcji budowli – jak to określano – „o proweniencji niemieckiej”. W pierwszych latach powojennych funkcjonowały dwie prowizoryczne sceny teatralne: jedna w pomieszczeniach dawnego teatru „Elysium”, a druga w budynku przy ul. Grodzkiej (późniejszy Teatr Kameralny). Już 4 dni po wyzwoleniu Bydgoszczy – 28 stycznia 1945 r. odbyła się pierwsza po wojnie premiera teatralna – „Zemsta” A. Fredry. W tym samym dniu powstała Miejska Orkiestra Symfoniczna pod kierownictwem Zygmunta Noakowskiego, a także ukazała się bydgoska gazeta – „Wiadomości Bydgoskie”. 19 lutego 1945 r. otwarto Bibliotekę Miejską, w tym samym miesiącu rozpoczęły projekcje filmów 4 kina bydgoskie oraz ukazało się jedyne w dziejach kultury miasta czasopismo dla dzieci pt. „Iskierki Bydgoskie”. Marzec 1945 r. przyniósł otwarcie Konserwatorium Muzycznego, z którym współpracowały placówki kulturalne i zrzeszenia twórcze, m.in. Teatr Lalki Ireny Pikiel-Samorewiczowej i Jadwigi Badowskiej. Reaktywowano także działalność Archiwum Miejskiego i Muzeum Miejskiego im. Leona Wyczółkowskiego, które przeniesiono do dawnego klasztoru Klarysek przy ul. Gdańskiej (11 kwietnia 1946). Rozgłośnia Pomorska rozpoczęła emisję programu od 1 maja 1945 r., będąc nie tylko źródłem informacji, ale także koncertów muzycznych, audycji literackich, satyrycznych („Pokrzywy nad Brdą” Grzegorza Kardasia, Zdzisława Kunstmanna i Jeremiego Przybory), folklorystycznych. Podobnie uniwersalną rolę spełniały wówczas codzienne gazety bydgoskie: „Ziemia Pomorska” (1945-1951), w mniejszym stopniu „Trybuna Pomorska” (1945-1947, następnie „Gazeta Zachodnia”, a od 1948 „Gazeta Pomorska”), wychodzący od jesieni 1945 r. „Ilustrowany Kurier Polski”, a także jedno z cenniejszych pism kulturalnych w powojennej Polsce – „Arkona”, którego pomysłodawcą i redaktorem był Marian Turwid.
Organizatorami życia muzycznego w Bydgoszczy byli członkowie przedwojennego Towarzystwa Muzycznego i Miejskiego Konserwatorium Muzycznego. Wiosną 1945 r. osiedlił się w Bydgoszczy Arnold Rezler, który zorganizował kameralną orkiestrę radiową, zwaną Bydgoskim Kwartetem Smyczkowym, występująca na falach bydgoskiej rozgłośni. Pod koniec 1945 r. zespół ten przeobraził się w Orkiestrę Symfoniczną Polskiego Radia w Bydgoszczy. W 1946 r. powstała również 50-osobowa Pomorska Orkiestra Symfoniczna, której trzon stanowili członkowie orkiestry radiowej z Arnoldem Rezlerem na czele. W okresie 1945–1950 zorganizowano w Bydgoszczy kilkadziesiąt koncertów symfonicznych, a ponadto koncerty popularne i recitale. W maju 1946 r. Konrad Pałubicki na obchody 600-lecia nadania praw miejskich Bydgoszczy skomponował hejnał miasta, a obchody uświetniał konkurs chórów i 33 zespołów muzycznych. Natomiast w sierpniu 1946 r. odbył się pierwszy w Bydgoszczy festiwal muzyczny – „Tydzień Muzyki Polskiej”. Duże znaczenie miał także amatorski ruch śpiewaczy. W 1949 r., gdy w Bydgoszczy odbył się Zjazd Polskiego Związku Śpiewaczego, w mieście funkcjonowało ok. 15 zespołów. Pod względem artystycznym najbardziej liczącym się chórem w Bydgoszczy był „Arion”, który do 1952 r. dał 187 koncertów, z czego połowę stanowiły koncerty w Polskim Radio, zaś od 1953 r. współpracował z Państwową Filharmonią Pomorską.
Od 1948 r. w Bydgoszczy znajdowała się siedziba Oddziału Pomorskiego Związku Literatów Polskich, a jego prezesem wybrano Alfreda Kowalkowskiego. Scalaniem środowiska literackiego zajmowała się w okresie powojennym m.in. bydgoska redakcja literacka Rozgłośni Polskiego Radia, która dawała możliwość debiutu początkującym literatom. Prozę bydgoskich autorów interpretował m.in. Jeremi Przybora. Od 1948 r. z rozgłośnią współpracowało kolegium uniwersyteckie, które tworzyli profesorowie: Konrad Górski, Stefan Srebrny, Karol W. Zawodziński, a także Czesław Zgorzelski i Irena Sławińska.
W 1949 r. w pomieszczeniach Pomorskiego Domu Sztuki zostało powołane Biuro Wystaw Artystycznych (BWA) – jako jedno z czterech Oddziałów Warszawskiego Centralnego Biura Wystaw Artystycznych. Salon BWA był miejscem zbiorowych i indywidualnych wystaw: miejscowych artystów (Kazimierz Drejas, Bogdan Chmielowski, Michał Kubiak, Teofil Ociepka), znanych artystów polskich (Jan Wadyński, Józef Pakulski, Władysław Hasior, Magdalena Abakanowicz, Alina Szapocznikow) oraz wystaw zagranicznych.
Prężny rozwój życia kulturalnego w Bydgoszczy sprawił, że miasto po raz kolejny stało się miejscem, w którym osiedlali się artyści sceny, plastycy, muzycy i pisarze oraz znawcy sztuki, historii i archeologii oraz zagadnień gospodarczych. Część środowiska naukowego wchłaniał Instytut Bałtycki, który początkowo miał siedzibę w Bydgoszczy (czerwiec 1945 r.) Wielu uczonych i artystów współpracowało również z Pomorskim Domem Sztuki, prasą codzienną, a nade wszystko z „Arkoną”: Marian Brandys, Franciszek Beciński, Stanisław Czernik, Jan Dobraczyński, Karol i Konrad Górscy, Stanisław Holsztyński, Zbigniew Herbert, Wilam Horzyca, Stefan Hrabec, Artur Hutnikiewicz, Jarosław Iwaszkiewicz, Tadeusz Makowiecki, Józef Maśliński, Wojciech Natanson, Tymon Niesiołowski, Bożena Osmólska, Eugeniusz Paukszta, Jerzy Eugeniusz Płomieński, Roman Pollak, Konstanty Puzyna, Aleksander Rogalski, Irena Sławińska, Stefan Srebrny, Karol Wiktor Zawodziński, Czesław Zgorzelski. Do niepowodzeń należało przeniesienie w 1947 r. Teatru Lalki i Aktora do Torunia, gdzie wkrótce powstał „Baj Pomorski”. Do 1950 r. teatr ten wielokrotnie sięgał po repertuar dla dzieci – głównie pióra autorów skupionych wokół czasopisma dla dzieci i młodzieży pn. „Iskierki Bydgoskie”. Jasnym punktem było natomiast oddanie do użytku wiosną 1949 r. nowej siedziby dla zburzonego w 1945 r. Teatru Miejskiego. Był to pierwszy gmach teatru w Polsce wystawiony po wojnie, głównie dzięki funduszom społecznym, jednak nie dorównywał skalą architektoniczną swemu poprzednikowi. Aby uzyskać dotację Ministerstwa Kultury i Sztuki, przedsięwzięcie prowadzono oficjalnie jako rozbudowę dawnego niemieckiego teatru „Elysium”. Stąd wynikła lokalizacja teatru na zapleczu ul. Gdańskiej, zamiast w dawnym miejscu przy placu Teatralnym.

## Okres stalinizmu 1950-1955
Pod koniec lat 40. pojawiły się pierwsze oznaki niweczenia śmiałych inicjatyw kulturalnych przez władze polityczne. Z powodu braku funduszy zaprzestała działalności Szkoła Dramatyczna, którą kierował Adam Grzymała-Siedlecki, przestało wychodzić czasopismo „Arkona”, w niełaskę popadł Pomorski Dom Sztuki, Klub Literacko-Artystyczny uległ rozwiązaniu oraz zaniknęła tradycja popularnych wieczorów literacko-muzycznych tzw. „Śród Literackich”, a Pomorska Orkiestra Symfoniczna utrzymywała się tylko dzięki staraniom Towarzystwa Muzycznego. Zniweczono również działalność Studia Operowego, zainicjowanego w 1947 r. W latach stalinizmu (1950-1955) stopniowo likwidowano dotychczasowe dokonania kulturalne na gruncie bydgoskim. Indywidualizm twórców kultury istotny jeszcze w okresie 1945-1948 zeszedł na drugi plan na rzecz programowania i administrowania. Wyrazem tych działań była m.in. likwidacja dodatków kulturalnych gazet codziennych i ograniczenie liczby tytułów pism oraz koncepcja kultury jako dziedziny podporządkowanej ideologii i postępowi społecznemu. W tej sytuacji jedynie w sferze życia muzycznego zachował się dorobek o trwalszym znaczeniu, zwłaszcza w odniesieniu do tzw. Roku Chopinowskiego (1955). Wydarzeniem, które miało duże znaczenie dla kultury miasta było powierzenie 1 września 1951 r. stanowiska dyrektora Pomorskiej Orkiestry Symfonicznej Andrzejowi Szwalbe. 1 stycznia 1953 r. zarządzeniem ministra kultury zespoły muzyków bydgoskich zostały zrzeszone w jednostkę zwaną Państwową Filharmonią Pomorską. Od tej chwili Andrzej Szwalbe rozpoczął starania o budowę gmachu filharmonii. We wrześniu 1955 r. Państwowa Filharmonia Pomorska, licząca 65 muzyków, została zasilona muzykami z rozwiązanej Orkiestry Polskiego Radia w Bydgoszczy, dotąd kierowanej przez Arnolda Rezlera. W tym samym roku nazwa instytucji uległa zmianie na Filharmonia Pomorska im. Ignacego Paderewskiego. W 1955 r. Bydgoskie Towarzystwo Muzyczne zainaugurowało również działalność Studium Operowego.
W latach 50. w budynku Pomorskiego Domu Sztuki prowadzili działalność muzycy (z Państwowej Filharmonii Pomorskiej i orkiestry radiowej, potem także z Teatru Muzycznego), plastycy (z Biurem Wystaw Artystycznych i Liceum Technik Plastycznych). W połowie lat 50. nastąpiła likwidacja PDS, którego zadania przejmowały nowo powstałe jednostki kulturalne, m.in. nowo założony Klub Międzynarodowej Prasy i Książki i Wojewódzki Dom Kultury. Wagę, jaką przykładano wówczas do rozwoju amatorskiej twórczości oraz świetlic i domów kultury sprawił, że powołano do życia takie instytucje jak: Biuro Amatorskiego Ruchu Artystycznego, Klub Pracowników Kultury, Amatorski Klub Filmowców, Społeczne Ogniska Artystyczne.
W latach 50. upaństwowiono wszystkie jednostki kulturalne, a także zjednoczono teatry Bydgoszczy i Torunia w Państwowe Teatry Ziemi Pomorskiej (1949-1960).

## Ożywienie kulturalne 1955-1980
Wydarzenia „polskiego października 1956 r.” zmieniły sposób sprawowania władzy i rozluźniły uścisk polityczny, co miało także duży wpływ na życie kulturalne. W nurcie postsocrealistycznej odnowy znalazło się w pierwszym rzędzie czasopismo „Pomorze”, stanowiące kontynuację „Arkony”. Czasopismo skupiło wielu literatów z całej Polski i umożliwiło wystąpienia miejscowym pisarzom, krytykom oraz działaczom kultury. Wartość osiągnięć tego okresu wyraziła się również w założeniu Studia Operowego oraz zawiązaniu się komitetu organizacyjnego telewizji na Pomorzu (1956 r.) 3 maja 1957 r., gdy odbył się pierwszy miejski sejmik kultury, zdefiniowano nową formułę tworzenia i szerzenia kultury w Bydgoszczy – niezależnej od racji urzędowych i nie sterowanej centralnie. Podjęto wówczas decyzję o powołaniu do życia miejscowych towarzystw kulturalnych i naukowych. Stąd wzięło twe źródło m.in. Kujawsko-Pomorskie Towarzystwo Kulturalne i oddział Towarzystwa Literackiego im. A. Mickiewicza – oba założone w 1961 r. Obradom sejmikowym towarzyszyło m.in. powstanie Towarzystwa Przyjaciół Sztuki i otwarcie nowego gmachu Filharmonii Pomorskiej (16 listopada 1959 r.), wyposażonego w pierwsze w Polsce urządzenie stereofoniczne według projektu prof. Wacława Kołtuńskiego z Polskiej Akademii Nauk.
W latach 1958–1962 nastąpiło wyraźne ożywienie w bydgoskiej kulturze. Powołano w tym czasie wiele nowych instytucji kulturalnych, m.in. dwa nowe kina; rozpoczęto wydawanie periodyku społeczno-kulturalnego „Fakty i Myśli” z dodatkiem literackim „Wiatraki”, wokół których skupiła się grupa poetycka, prezentująca szereg tomików wierszy i almanachy poetyckie. W centrum miasta usytuowano Mały Salon Sztuki Towarzystwa Przyjaciół Sztuki (1959 r.), w którym wystawiali swe prace bydgoscy malarze, graficy i rzeźbiarze. W 1958 r. powstał regionalny zespół popularyzujący folklor Kujaw, Kaszub i Pałuk – Zespół Pieśni i Tańca Ziemi Bydgoskiej, który był jednocześnie zespołem instrumentalnym, wokalnym i tanecznym. W 1961 r. otwarto drugą scenę teatralną w Bydgoszczy – Teatr Kameralny. Powstały także sceny małych form teatralnych, np. w 1958 r. Teatr Propozycji przy Klubie Międzynarodowej Prasy i Książki, reaktywowany w 1977 r. pod postacią Sceny Klubowej.
Powstanie Filharmonii Pomorskiej zapoczątkowało stały wzrost rangi kultury muzycznej w Bydgoszczy. Sala koncertowa zasłynęła doskonałą akustyką, którą podkreślali krytycy muzyczni i sławy światowej muzyki, odwiedzający Bydgoszcz. Od 1959 r. Filharmonia zaczęła przejawiać prężność organizacyjną, czego wyrazem było powołanie zespołu naukowo-badawoczego muzykologów, współpracujących z Bydgoskim Towarzystwem Naukowym. Równocześnie utworzono orkiestrę kameralną i zespół muzyki dawnej Capella Bydgostiensis pro Musica Antiqua oraz zorganizowano pierwszy Międzynarodowy Konkurs Pianistyczny im. I.J. Paderewskiego, którego laureatem został Jerzy Maksymiuk. Organizacja w kolejnych latach Bydgoskich Festiwali Muzycznych (1963) i sesji muzykologicznych Musica Antiqua Europae Orientalis (1966) położyło podwaliny pod ustalenie rangi Bydgoszczy jako znanego w świecie ośrodka muzycznego.
3 marca 1959 r. Bydgoskie Towarzystwo Muzyczne przemianowało Studium Operowe na Teatr Muzyczny Opery i Operetki, zaś 1 marca 1960 r. nastąpiło upaństwowienie jednostki w Państwowy Teatr Muzyczny w Bydgoszczy. Do 1971 r. Teatr Muzyczny zaprezentował na scenie dawnego Pomorskiego Domu Sztuki i Teatru Polskiego około 80 przedstawień premierowych, będących realizacją najważniejszych tematów operowych i operetkowych ze światowego repertuaru. Ważne znaczenie dla życia kulturalnego miasta miała działalność rozrywkowa, którą od 1 stycznia 1958 r. kierowała Wojewódzka Agencja Imprez Estradowych, angażując do niej aktorów z teatrów bydgoskich, Teatru Muzycznego, Filharmonii Pomorskiej oraz twórców skupionych wokół Rozgłośni Polskiego Radia. W latach 70. „Estrada Bydgoska” realizowała ok. 500 imprez rocznie, w okresie letnim często w Leśnym Parku Kultury i Wypoczynku.
Spontaniczny rozwój życia kulturalnego na przełomie lat 50. i 60. w Bydgoszczy wzbudził niepokój organów centralnego planowania. Efektem tego było opracowanie przez Komisję Kultury, organu Wojewódzkiej Rady Narodowej „Programu rozwoju kultury w województwie bydgoskim za lata 1963–1980”, który stał się podstawą poczynań kulturalnych przez wiele lat.
W początku lat 60. z inicjatywy „Gazety Pomorskiej” rozpoczęto wydawanie pierwszej w Bydgoszczy gazety popołudniowej – „Dziennika Wieczornego”, zaś Kujawsko-Pomorskie Towarzystwo Kulturalne podjęło się wydawania periodyku „Rocznik Kujaw i Pomorza”. W tym czasie zakończono również „epokę przedtelewizyjną” przekazaniem do użytku 22 stycznia 1962 r. stacji retransmisyjnej Pomorskiego Ośrodka Telewizyjnego w Trzeciewcu. Druga połowa lat 60. wprowadziła do kultury Bydgoszczy na stałe kabarety literackie, obecne efemerycznie również w latach 40. i 50. Trzy kabarety prowadzone przez Zdzisława Prussa z powodzeniem sięgnęły po teksty miejscowych autorów, które zrealizowano scenicznie z wykorzystaniem sztuki improwizacji, pure nonsense i elementów happeningu.
Pierwszą ogólnopolską imprezą literacką w Bydgoszczy była Bydgoska Wiosna Poetycka (1968 r.) Rozwój miejscowego środowiska literackiego potwierdził Zjazd Pisarzy Ziem Zachodnich i Północnych w Bydgoszczy (1967), Zjazd Związku Literatów Polskich (1969), a następnie Festiwal Sztuki Faktu, któremu towarzyszył przegląd plastyki i fotografii artystycznej (1975, 1978), Bydgoskie Dni Literatury (corocznie od 1978 r.), Bydgoskie Dni Kultury i Sztuki (1979 r.) oraz tzw. Salony Literackie. Największą imprezą literacką w Bydgoszczy były Bydgoskie Dni Literatury, zorganizowane po raz pierwszy w maju 1978 r. Zakładanie periodyków kulturalnych, powoływanie do życia grup literackich, wydawanie prozy, poezji i rozważań krytyczno-literackich wystąpiło ze szczególną intensywnością w latach 60. Miejsce we współczesnej literaturze polskiej zdobyło wielu literatów wywodzących się z Bydgoszczy, m.in. Władysław Dunarowski (ur. 1903), Jan Górec-Rosiński (ur. 1920), Kazimierz Hoffman (ur. 1928), Jerzy Sulima-Kamiński (ur. 1928), Krzysztof Nowicki (ur. 1940). Czasopiśmiennictwo regionalne wzbogacały od lat 60. periodyki wydawane przez Towarzystwo Miłośników Miasta Bydgoszczy: „Kalendarz Bydgoski” i „Kronika Bydgoska”.
W 1968 r. zamieszkał w Bydgoszczy najwybitniejszy po Nikiforze naiwny realista – Teofil Ociepka (1891-1978). Jego prace były wystawiane w Polsce i za granicą. Rozgłos przyniosła artyście wystawa w Warszawie w 1974 r. Głównym przedstawicielem grafiki rodem z Bydgoszczy był Stanisław Brzęczkowski (1897-1955) – twórca grafik, związanych z pejzażem kujawskim i pomorskim, z jego historią i ludźmi. Autorem wielu realizacji, obecnych w bydgoskiej przestrzeni w latach 60. i 70. był Józef Makowski. Prace noszące ślady eksperymentowania artystycznego prezentowali natomiast m.in.: Krystyna Panasik, Jerzy Bączkowski, Lech Wierzbicki, Aleksander Dętkoś, Michał Kubiak. W sferze architektury utrwalił się przede wszystkim Alfons Licznerski – autor projektu budynku Teatru Polskiego oraz Stefan Klajbor – autor projektu Filharmonii Pomorskiej.
Pierwsza połowa lat 70. zapisała się powstaniem miejskiej oficyny wydawniczej, filii Wydawnictwa Morskiego (1973 r.) oraz połączeniem dwóch czasopism: „Pomorza” z „Faktami i Myślami”, czego konsekwencją stało się utworzenie tygodnika o nazwie „Fakty” (1973). W 1973 r. otwarto Pomorskie Muzeum Wojskowe, zaś Muzeum Miejskie, przemianowane na Okręgowe (1975) pozyskało nowe obiekty wystawiennicze: spichrze nad Brdą (1964) oraz budynki na Wyspie Młyńskiej (1975). W 1979 r. na dworcu kolejowym Bydgoszcz Główna powstała Izba Tradycji Bydgoskich Dróg Żelaznych. Lata 70. to także okres płodny w kontestujące grupy plastyczne.
W 1974 r. reaktywowano Bydgoskie Sejmiki Kultury, podczas których dyskutowano na temat miejskich przedsięwzięć kulturalnych. Owocem obrad był m.in. wydawany co miesiąc „Bydgoski Informator Kulturalny”, umożliwiający bieżącą orientację w życiu kulturalnym miasta. Elementami rozwoju kultury w latach 70. było także zakładanie nowych instytucji, np. Wyższej Szkoły Muzycznej im. Feliksa Nowowiejskiego (1974), jednostek amatorskich działających przy domach kultury, klubach i uczelniach wyższych oraz inicjowanie nowych festiwali kulturalnych, m.in.: Bydgoskich Impresji Muzycznych (od 1977 r.), Festiwalu Sztuki Faktu (1975, 1978), Bydgoskich Dni Literatury (od 1978), Międzynarodowego Sympozjum Animatorów Muzyki (kwiecień 1977), corocznych Spotkań Laureatów Ogólnopolskich Festiwali Małych Form Teatralnych (od 1978 r.)
Wśród działalności amatorskiej istotne miejsce zajmował ruch śpiewaczy. W latach 70. działało 6 chórów bydgoskich; męskie: „Halka” (najstarszy chór męski w Polsce – od 1883 r.) i „Hasło” (od 1920 r.) oraz mieszane: „Arion”, „Dzwon” (od 1923 r.), „Harmonia” (od 1920 r.) i „Lutnia”. W tym okresie powstało też w Bydgoszczy wiele zespołów muzycznych. Do wybitniejszych należały m.in. Młodzieżowa Orkiestra Kameralna, zespół filharmoników Tadeusza Dudzińskiego, Zespół Barokowy Sylwii Kreji, a także zespół wokalno-instrumentalny „Viva Aqua”. Od 1973 r. działał w Bydgoszczy Oddział Północny Polskiego Stowarzyszenia Jazzowego, który organizował cykliczny festiwal „Pomorska Jesień Jazzowa”.
Funkcję inspiratorską wobec teatralnej działalności amatorskiej pełniły od 1975 r. „Bydgoskie Teatralia”, będące konkursowymi prezentacjami zespołów. Amatorskie teatry studenckie powstały też przy rozwijających się bydgoskich uczelniach wyższych. Szerzenie kultury teatralnej przyświecało także założeniu Wojewódzkiego Klubu „Melpomena” (1978 r.) i Bydgoskiego Towarzystwa Teatralnego (1979 r.), które ukonstytuowało się przy udziale przedstawicieli środowisk twórczych i naukowych. Począwszy od 1975 r. corocznie przyznawano „Złote Maski” wyróżniającym się pracownikom bydgoskich teatrów.
W latach 1945–1980 utworzono w Bydgoszczy około 50 placówek kulturalno-oświatowych (zakładowych, związkowych, należących do spółdzielni mieszkaniowych, szkolnych), jednak wiodącą rolę odgrywały trzy placówki: Klub Międzynarodowej Prasy i Książki (założony 21 lipca 1954), Wojewódzki Dom Kultury (założony w styczniu 1955) oraz Pałac Młodzieży (otwarty 22 lipca 1974), który do dziś spełnia rolę najważniejszej placówki nauczania i wychowania pozaszkolnego w Bydgoszczy.
Ważną instytucją kulturalną Bydgoszczy była w okresie powojennym Wojewódzka Biblioteka Publiczna. Jej działalność wykraczała poza popularyzację literatury, obejmując również działalność wystawienniczą (5,5 tys. wystaw w latach 1952–1975). W latach 60. bydgoska biblioteka była siedzibą miejscowego środowiska humanistycznego, funkcjonującego w ramach Bydgoskiego Towarzystwa Naukowego, Stowarzyszenia Bibliotekarzy Polskich, Towarzystwa Miłośników Języka Polskiego, Towarzystwa Literackiego im. Adama Mickiewicza, Towarzystwa Miłośników Książki. W dziedzinie sztuki filmowej podstawowe znaczenie miała działalność Dyskusyjnych Klubów Filmowych (DKF), których w 1980 r. było w Bydgoszczy 16, przy Pałacu Młodzieży, uczelniach i przedsiębiorstwach.
W latach 70. rozpoczęto nowe inwestycje związane z obiektami kultury. W 1975 r. dyrektor Filharmonii Pomorskiej Andrzej Szwalbe pozyskał budynek dawnego starostwa powiatowego, który stał się siedzibą Akademii Muzycznej. Odtąd placówki kulturalne skupione wokół parku Jana Kochanowskiego wraz z galerią rzeźb kompozytorów i wirtuozów zaczęto nazywać Dzielnicą Muzyczną. Przed filharmonią zainstalowano nawet fontannę w kształcie organów, a wnętrza ozdobiono kolekcjami gobelinów, fortepianów i portretów sławnych kompozytorów. W 1970 r. oddano do użytku w parku Kazimierza Wielkiego gmach Biura Wystaw Artystycznych, przeznaczony na stałą, miejską galerię sztuki, zaś w 1973 r. zainicjowano budowę okazałego gmachu Opery Nova w zakolu Brdy.
Niekorzystne dla kultury bydgoskiej zmiany spowodowała reforma administracyjna w Polsce (1975). Wielu twórców, zwłaszcza pisarzy i plastyków, zmniejszyło wówczas związki z Bydgoszczą. Wydarzenia polityczne 1980-1981 spowodowały natomiast z jednej strony ożywienie życia społeczno-kulturalnego, a z drugiej kryzys gospodarczy był przyczyną stagnacji placówek kulturalnych.